# Knížecí dům (Prachatice)
Knížecí dům čp. 9 je původně gotický, v 16. století renesančně přestavěný historický měšťanský dům v Prachaticích. Boční fasádu domu pokrývá bohatá figurální sgrafitová výzdoba s biblickou a moralistní tematikou. Majitelem domu byl královský úředník Jakub Menšík z Menštejna, od konce 16. století pak sloužil jako sídlo vrchnostenských úředníků (Rožmberků, Eggenbergů a Schwarzenbergů). Od 3. května 1958 chráněná kulturní památka.

## Popis
Dům se nachází v severozápadním rohu Velkého náměstí a jeho parcela patří mezi největší ve městě. Průčelí dvoupatrového domu do náměstí je hladké s výrazným půlkruhově zaklenutým bosovaným portálem. Jižní do náměstí orientované průčelí je tříosé, v přízemí ve středu renesanční půlkruhově zaklenutý vstupní portál, lemovaný kamennou bosáží, nad závěrem záklenku je plastický erb Schwarzenbergů. Patro odděleno klasicistní kordonovou římsou. Okna jsou dvojitá špaletová, v prvním patře osmitabulková, ve druhém šestitabulková, lemovaná šambránami a s nadokenními římsami. Západní fasáda domu směrem do uličky je lehce zalomena a je zde zachováno původní výškové členění s atikovým patrem. Západní fasádu pokrývá sgrafitová výzdoba se znázorněním biblických a moralistních výjevů. Střecha je valbová, s vikýři ve tvaru volského oka. V domě jsou dochovány historické konstrukce z období gotiky, zejména obvodové zdivo přízemí a prvního patra. Z období renesance pochází klenby nad přízemím, zdivo druhého patra, vstupní portál, sgrafitová výzdoba západní fasády a část sklepů. Fasáda jižního průčelí do náměstí je klasicistní, rovněž tak klenby nad západním traktem prvního patra. Dům má rozsáhlé třípatrové sklepy zasahující hluboko do náměstí.

## Historie

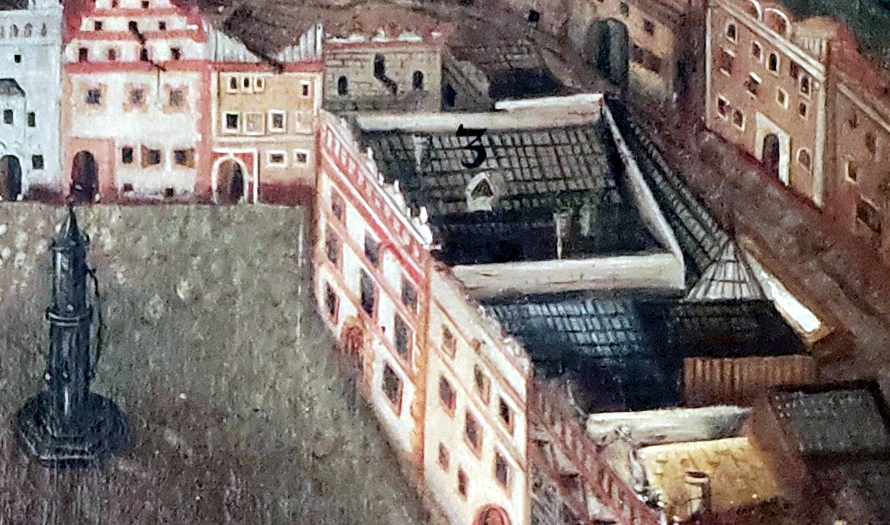
Zobrazení Knížecího domu na obrazu Prachatic od Jindřicha de Verle z roku 1670 (označeno číslicí 3). Dům má ještě obloučkovou atiku, odstraněnou v roce 1832.

Dům vnikl pravděpodobně již ve středověku, ustupující boční zalomená fasáda domu ukazuje dlouhý a složitý stavební vývoj již v období gotiky. Kolem pol. 16. století dům renesančně upraven, byla nastavěna atika s půdním patrem a změněn způsob zastřešení domu. V roce 1572 proběhly další stavební úpravy a dům dostal nový renesanční vstupní bosovaný portál. V letech 1625-1627 proběhly významné stavební úpravy spojené s úpravou domu pro Eggenberské úředníky a dům pokryla nová raně barokní hlazená omítka s červeným orámováním oken, říms a nárožím kvádrováním. Po požáru roku 1832 upraveno klasicistně průčelí do náměstí, zobytněno původně pouze atikové půdní patro, snesena obloučková atika domu a kromě vnitřních stavebních úprav změněn také způsob zastřešení objektu. V roce 1889 byla odkryta na západní fasádě renesanční sgrafitová výzdoba. Na počátku 20. století byla výzdoba značně poškozena osazením nových oken. Ve 20. století provedeny další vnitřní úpravy vyvolané změnou způsobu užívání, přestavbou budovy na hotel.
Prvním známým majitelem domu byl v 16. století prachatický rodák, právník a vysoký královský úředník Jakub Menšík z Menštejna. V roce 1580 prodává Jakub Menšík dům městu. Město následně darovalo dům Vilémovi z Rožmberka jako nové sídlo vrchnostenských úředníků. V 18. a 19. století byl dům využíván jako sídlo vrchnostenských úředníků prachatického velkostatku. Název domu poukazuje na sídlo správy panství knížecích rodů Eggenbergů a Schwarzenbergů.

## Popis sgrafitové výzdoby
Celá plocha západní fasády domu je horizontálně členěna do pěti sgrafitových pásem nad sebou, oddělených jednoduchými páskami nebo lištami s rostlinným dekorem. Fasáda je dále členěna, přirozeným odsazením zadní části domu tematicky na dvě části (biblické a moralistní výjevy). Na jižním průčelí do náměstí se z výzdoby dochoval jen úzký pruh.

#### Přední předsazená část západní fasády – nejvyšší, atikový pás
Nejvyšší pásmo výjevů je z důvodu zrušení nejvyšší části atiky a nasazení korunní římsy v horní části dochováno pouze ve fragmentech. Je rovněž patrné jisté výškové stlačení výjevů z důvodu nedostatku místa v jednotlivých segmentech atiky. V prvním obrazovém poli je patrná ženská postava držící za ruku muže a fragment zvířete, pravděpodobně šlo o osla, kozla nebo ďábla. Z největší pravděpodobností jde tedy o mravoučné vyobrazení na téma smilstva (nebo naopak věrnosti, zdrženlivosti nebo cudnosti, vhledem k torzálnosti výjevu to nelze přesněji určit). Ve druhém poli se dochoval pouze neurčitý fragment. Ve třetím poli je znázorněn boj jezdce na koni s drakem, pravděpodobně jde o svatého Jiří na koni bojujícího s drakem. Svatý Jiří byl symbolem statečnosti, síly víry a boje proti zlu. Na posledním výjevu je zobrazena postava sedící na zvířeti (podle tvaru těla by se mohlo jednat o lva, byť hlava se nedochovala), spíše ženy než muže, podle oděvu a bočního posedu na zvířeti. V levé části je pak zobrazeno několik postav sledující hlavní postavu na zvířeti. Mohlo by se jednat o personifikaci pýchy nebo naopak ušlechtilosti (ve starší literatuře je uváděno, že hlava postavy měla dříve na hlavě korunu; podobná vyobrazení ženských postav neřestí, jedoucích na zvířatech, ze 14. století se dochovala v Kostele. sv. Petra a Pavla ve Starých Prachaticích). Pravděpodobně tedy mezi jednotlivými segmenty atiky, oddělenými původně pilastry, byly zobrazeny ctnosti a neřesti, toto zobrazení dále pokračovalo i na fasádě do náměstí.

### Přední předsazená část západní fasády – biblické výjevy
Většina výjevů na předstupující jižní straně boční fasády nabízí zobrazení biblických výjevů ze Starého zákona, kde je divákům zdůrazňována skutečnost, že bůh dobrým pomáhá, ale špatné trestá. Většina zobrazení má původ v Bibli, vydané Antonem Kobergerem ml. v Norimberku v roce 1518 a tištěné Jacquesem Saconem v Lyonu. Autorem části grafických listů pro tuto Bibli byl Erhard Schön.

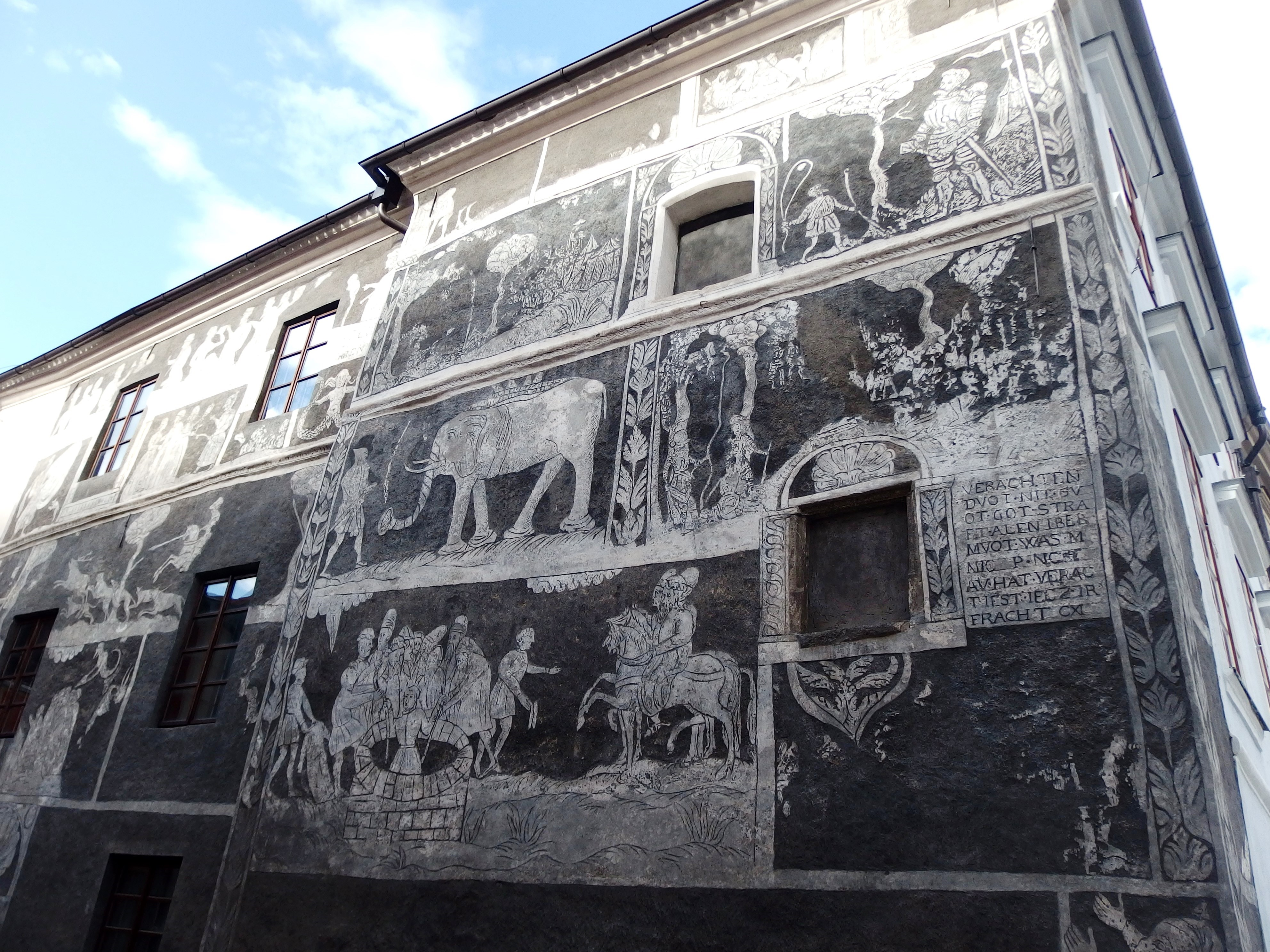
Knížecí dům, boční západní fasáda, předstupující část (biblické výjevy)

#### Pás bývalého atikového patra, druhý pás odshora, pod atikou (Mojžíš a Desatero přikázání, David a Goliáš)

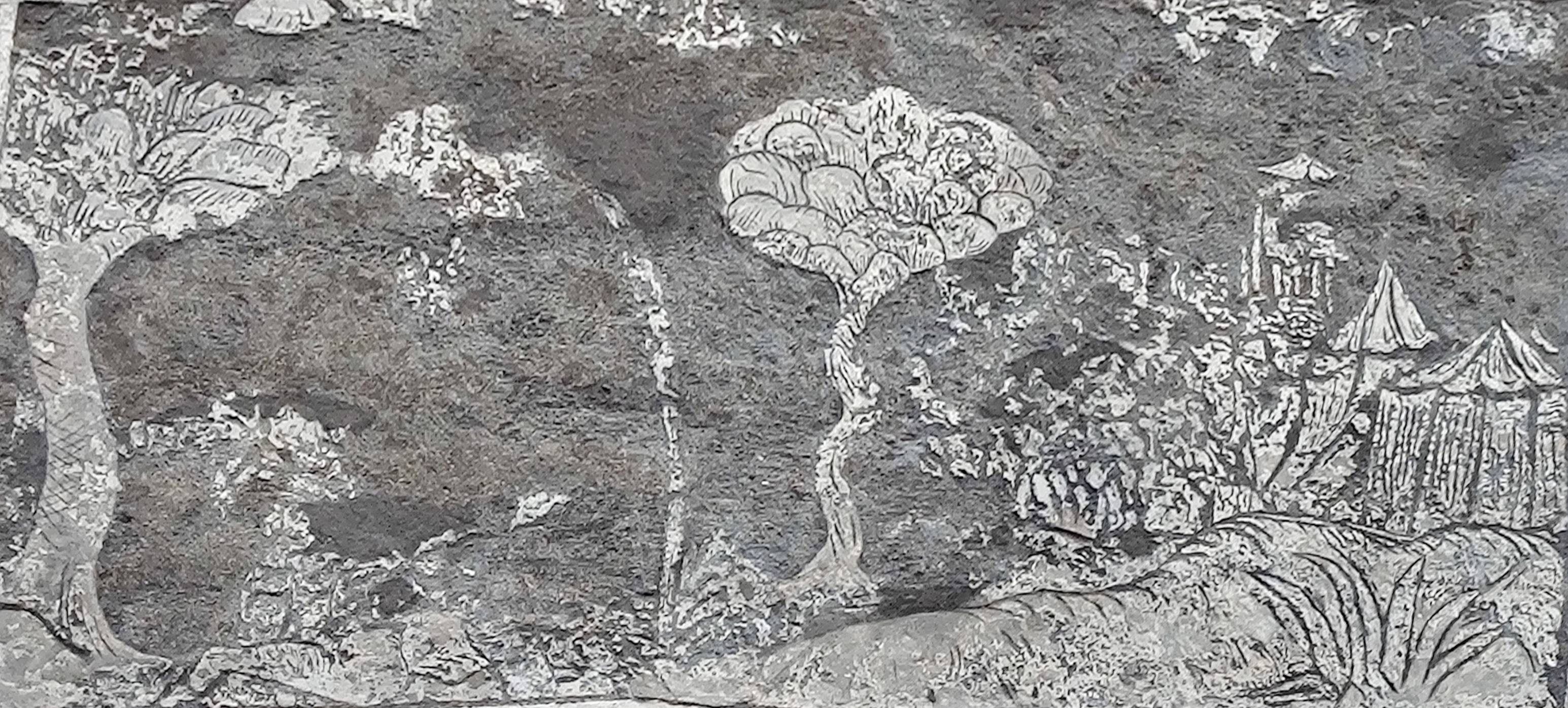
Knížecí dům, "Mojžíš dostává Desatero přikázání"

První zleva je zobrazen výjev krajiny s exotickými stromy, několika vojenskými stany v pozadí a zbytkem klečící postavy v popředí. I přes značné poškození, lze s ohledem na společnou předlohu, výjev určit jako Mojžíš dostává Desatero přikázání. Jako předloha posloužil pravděpodobně grafický list Erharda Schöna z výše jmenované Kobergerovy Bible vydané v roce 1518 v Norimberku. Následuje iluzivně rámovaný bývalý okenní otvor.
Druhý biblický výjev zobrazuje Davida a Goliáše. Předlohou byl pravděpodobně opět grafický list od Erharda Schöna. z výše jmenované Kobergerovy Bible z roku 1518. Podobný výjev lze však najít i na grafickém listu Hannse Lautensacka z roku 1551.

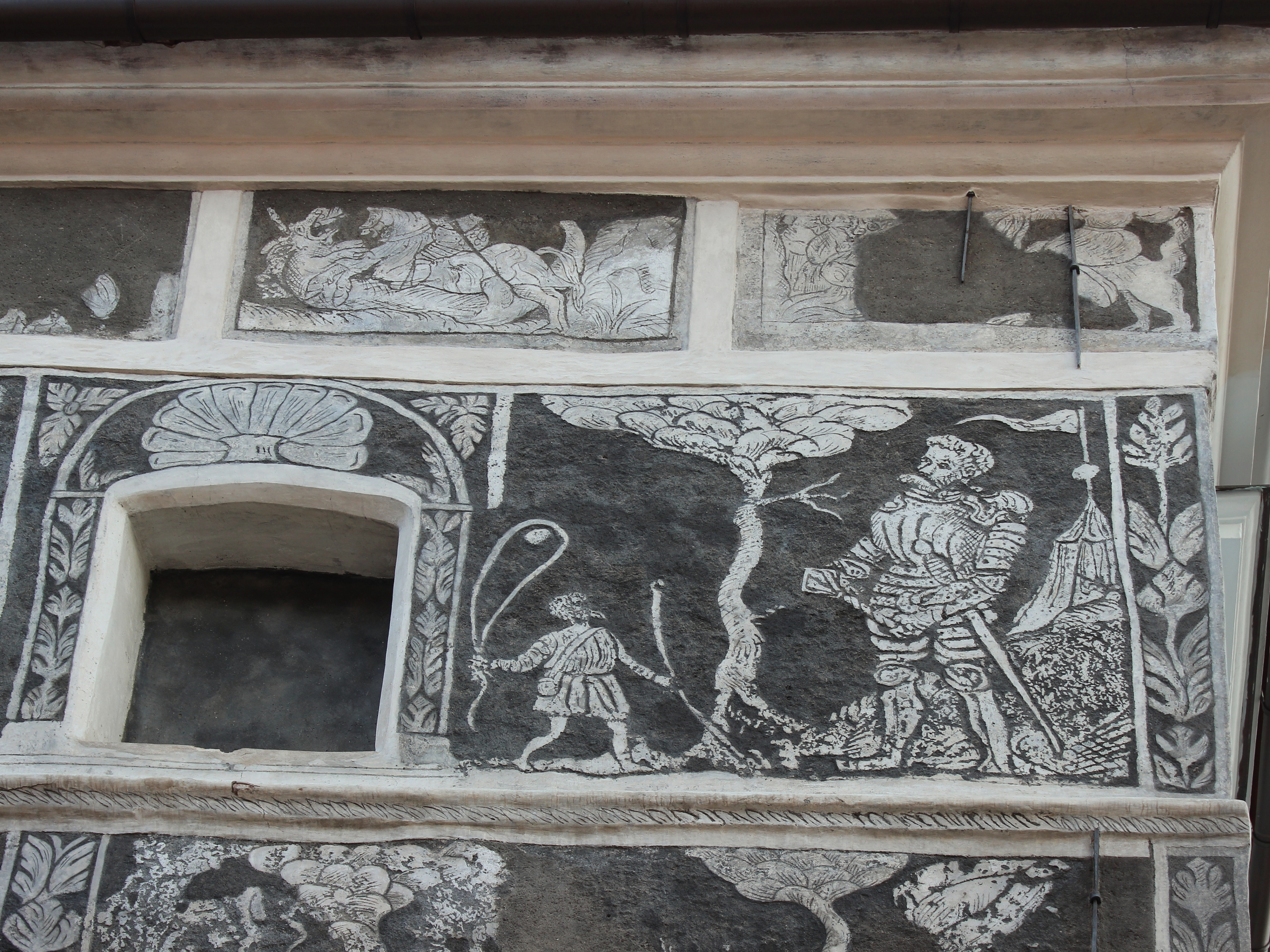
Knížecí dům, „David a Goliáš“

#### Třetí pás odshora (Eleazar, Josue a pět králů)

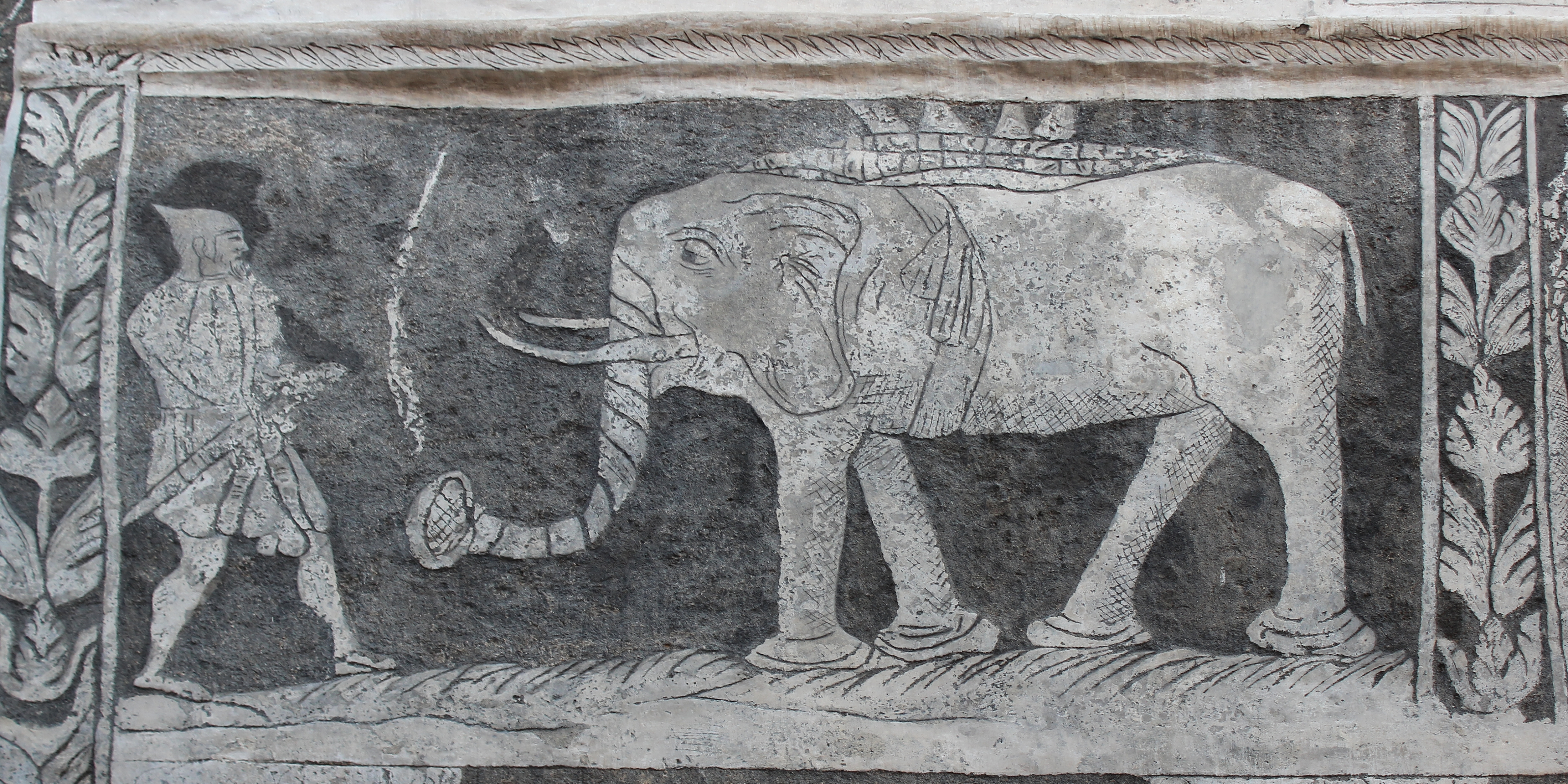
Knížecí dům, „Eleazar, který se jde obětovat za židovské vojsko“

První výjev zleva zobrazuje mužskou postavu a slona, pravděpodobně jde o biblický výjev Eleazara, který se jde obětovat za židovské vojsko. Zobrazení slona má pravděpodobně prapůvod v rytině Martina Schongauera z let 1470–1491.

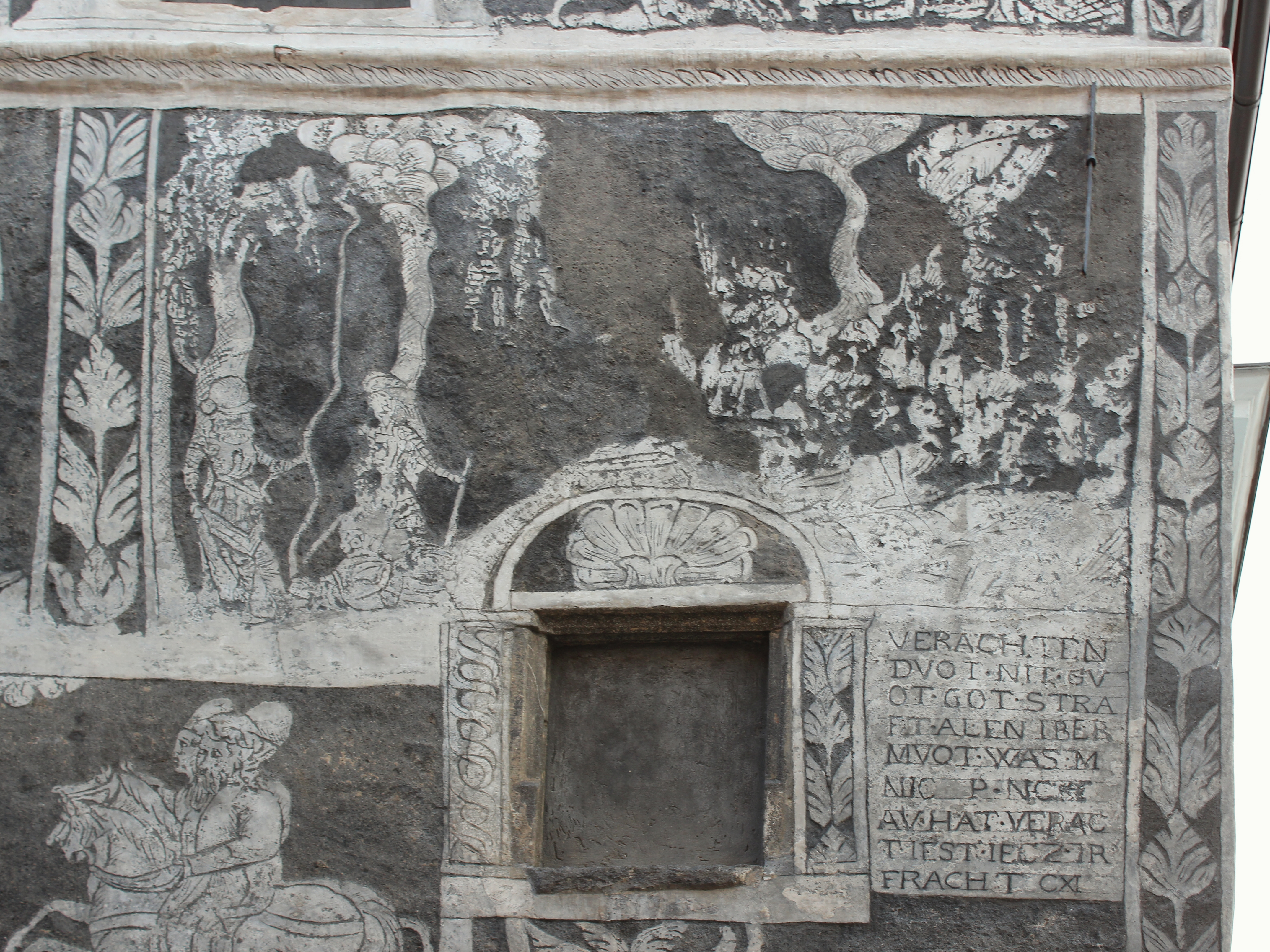
Knížecí dům, "Josue a pět králů"

Druhé obrazové pole zobrazuje výjev odehrávající se v krajině se stromy, vlevo v popředí jsou dvě stojící postavy a jedna svázaná ležící postava. Zde se pravděpodobně, i přes značné poškození výjevu, jedná o biblický výjev Josue a pět králů, vzorem byl pravděpodobně grafický list z české Severýnovy Bible z roku 1537 (ilustrace Mistra MS se ale poprvé objevuje již o tři roky dříve v německé Bibli, vydané ve Wittenberku Hansem Lufftem v roce 1534) . Není ale zcela vyloučeno (vzhledem k poškození výjevu), že se jedná o výjev Stětí Saula Pelištejci, kdy původní námět grafického listu mohl být pozměněn a jehož další předlohou mohl být grafický list Erharda Schöna z Kobergerovy Bible vydané v roce 1518 v Norimberku.

#### Čtvrtý pás odshora, druhý odspodu (Vytažení Josefa ze studny)

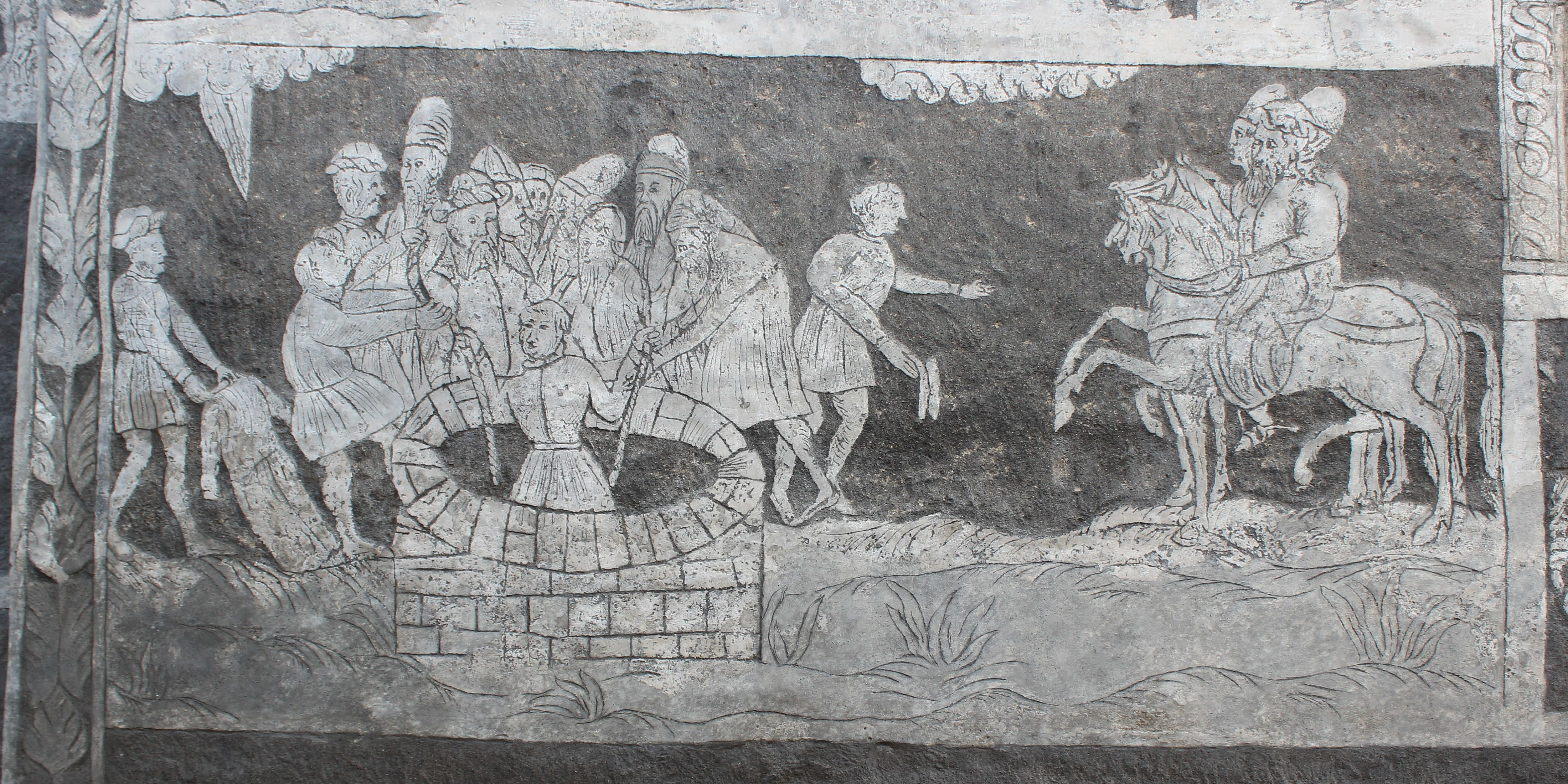
Knížecí dům, Vytažení Josefa (Egyptského) ze studny a prodání do otroctví

První výjev zleva zobrazuje biblický výjev Vytažení Josefa (Egyptského) ze studny a prodání do otroctví. Předlohou mohl být opět grafický list Erharda Schöna z Kobergerovy Bible, vydané v roce 1518 v Norimberku. Velmi podobná zobrazení nabízejí i starší Bible. Podobné vyobrazení se nachází také v knize Der Ritter vom Turn (Geoffroy La Tour Landry, Basilej, 1493), konkrétně příklad "Eine Jungfrau, die in den Brunnen gefallen ist, wird durch Gott gerettet" (Panna, která spadla do studny a byla zachráněna Bohem) doprovází grafický list od Albrechta Dürera, byť zde použitý ve zcela jiném, byť významově podobném, kontextu (nicméně vzhledem k použití této knihy jako zdroje i na dalších částech fasády je použití nutné vzít v úvahu, zejména pro podobné rozvržení postav).
Následuje další iluzivně rámovaný bývalý okenní otvor s gotickým kamenným ostěním.
Napravo do okna se dochoval majuskulní staroněmecký nápis:
„VERACHTEN / DVOT.NIT.GV / OT.GOT.STRA/FT.ALEN.IBER / MVOT.WAS.M(A) / N IC P.NC (…) / AV.HAT.VERAC(H) / T.IEST.IECZ.IR / FRACHT CXI(L)“.
Po převedení do dnešní němčiny lze první část nápisu přepsat takto:

„Verachten tut nicht gut, Gott straft allen Übermut". Do češtiny volně přeloženo „Není dobré pohrdati, Bůh trestá všechnu pýchu...",, dále druhá část v přibližném překladu: "Čím člověk pohrdal, je mu nyní břemenem. CXI?“

Číslice CXI nebo CXL může odkazovat jednak na označení dvoustrany z výše uvedené Kobergerovy Bible. Na dvoustraně CXL se nachází Kniha žalmů, konkrétně jde o žalmy 30–37, které opravdu tematicky souzní s nápisem (především 34. a 37. Žalm Davidův). Nejde asi však o doslovný citát (tato Bible je ostatně psána latinsky), ale pouze o přibližnou zkrácenou volnou podobu vybraných žalmů o tom, že Bůh dobrým pomáhá, ale špatné trestá. Což je ostatně pravděpodobně hlavním a scelujícím tématem minimálně této části fasády. Může se ovšem jednat i o žalm 112 (jde možná o pravděpodobnější variantu, v původní latinské Vulgátě má tento žalm totiž číslo 111, tedy CXI), kde je v první větě uvedeno, v českém překladu: "Blahoslavený muž, kterýž se bojí Hospodina, a v přikázáních jeho má velikou libost.", význam textu je ale překvapivě velmi podobný jako ve výše uvedených žalmech (žalmy se vzájemně doplňují). Text žalmu 111 (112) ale mnohem lépe souzní s výběrem zobrazených biblických výjevů, které tak nejsou vybrány náhodně, ale jsou grafickým přepisem konkrétního textu Bible pomocí příkladů (ctnostných) činů známých postav ze Starého zákona. Nápis nám rovněž zdůrazňuje, že pýcha je jedním z nejhorších lidských hříchů vůbec (pýcha je první ze sedmi hlavních lidských hříchů) a Bible i křesťanská teologie ji považuje za prapůvod všeho zla a také, že bez pokory (která je opakem pýchy) není ani víry v Boha.  

#### První pás nad zemí (již nedochovaná scéna Husité s Janem Žižkou před branami města Prachatice)

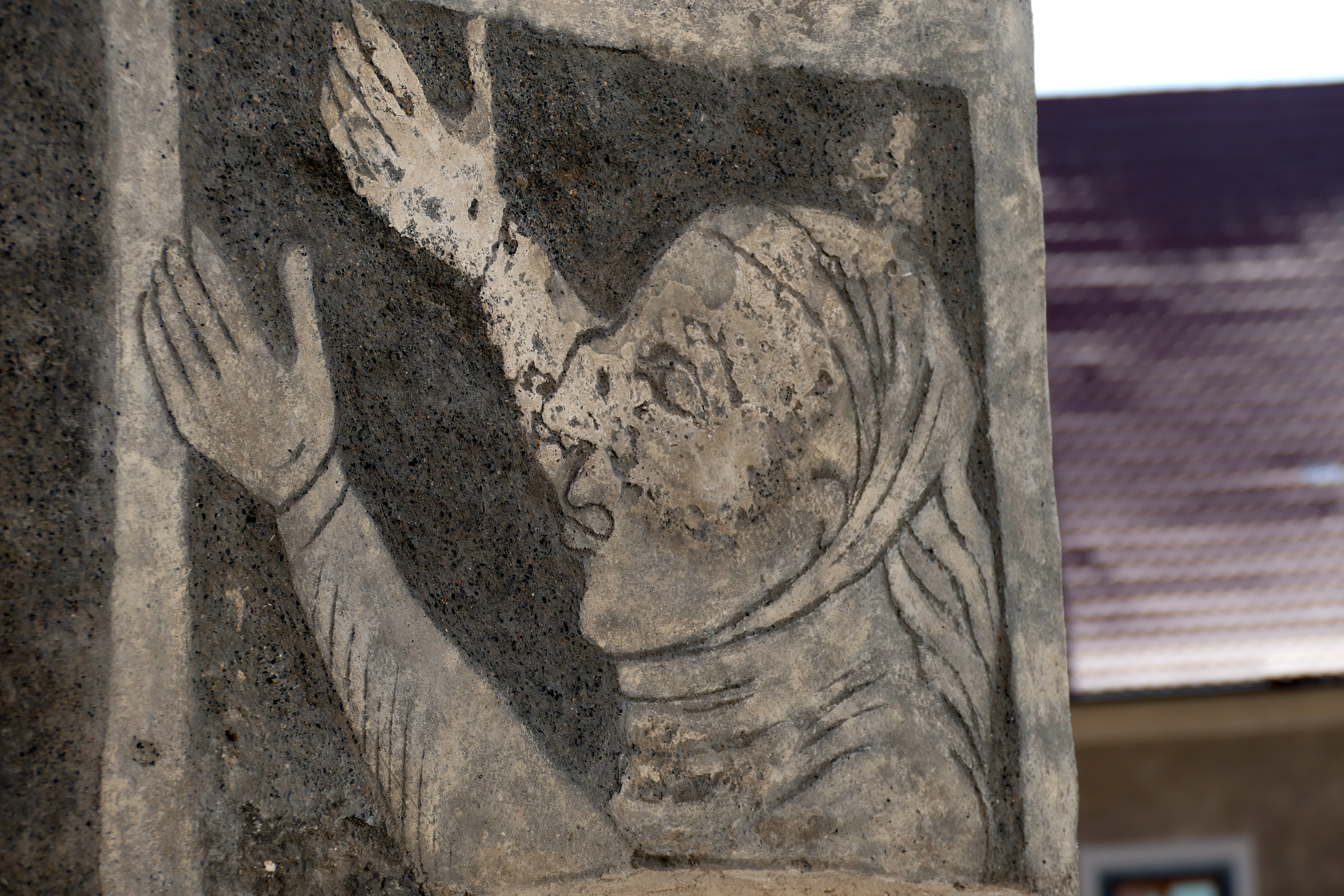
Knížecí dům, hlava blázna lomícího rukama

Z prvního dlouhého přízemního pásu se nedochovalo téměř nic, pouze napravo, v dalším malém obrazovém poli na nároží, je zobrazena postava se zdviženýma rukama, jedná se o vyobrazení blázna.

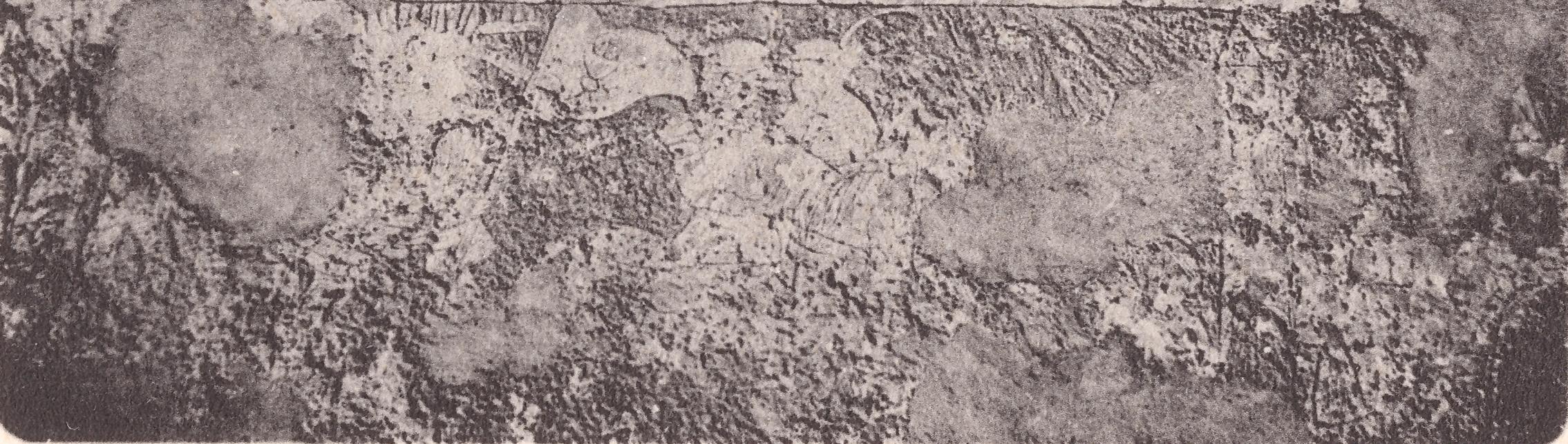
Knížecí dům, Husité a Jan Žižka před opevněným městem, dopisnice kolem 1905

Ještě na počátku 20. století zde bylo možno vidět, dnes již nedochovaný, obraz města Prachatice s hradbami, branou a věží, k němuž se blíží 2 ozbrojenci, z nichž jeden drží hůl velitelskou a za nimi vojsko s praporem, na němž je zobrazen kalich. Výjev je vidět (byť již v té době byl značně poškozený) i na pohlednici kolem roku 1905 zobrazující detail sgrafita Knížecího domu: Sgrafitto am Fürstenhaus (Josef u. seine Brüder), Carl Maasch's Buchhandlung A.H. Bayer, Filiale Prachatitz.(pohlednice publikována v české a německé verzi) Poměrně detailní fotografické vyobrazení (pod scénou s Josefem Egyptským) nám, přes značné poškození fotografovaného výjevu, ukazuje poměrně typické vyobrazení průvodu husitů v čele s Janem Žižkou, blížících se k opevněnému městu. Grafická předloha pro sgrafito na fasádě měla pravděpodobně stejný původ jako známé vyobrazení z Gőttingenského kodexu z 60. let 15. století. Oba jezdci na koni (v popředí pravděpodobně Jan Žižka s velitelkou holí) jsou ale, na rozdíl od kodexu, obráceny proti směru průvodu, tedy směrem k městu. Opevněné město s bránou s arkýřem v průčelí a s jednou věží, podobnou nižší, severní, věži kostela sv. Jakuba je opravdu velmi pravděpodobným vyobrazením města Prachatice. Vyobrazení husitů a především osoby Jana Žižky zde (v utrakvistickém městě) plní funkci, v souladu s biblickou tematikou celé předsazené části západní fasády, husitské alternativy Mojžíše, trestajícího jménem Boha pýchu jinověrců, jako připomínky skutečné dějinné události města Prachatice.

### Zadní ustupující část západní fasády – moralistní ponaučení (zrcadlo bláznů)
Většina výjevů na ustupující zadní části boční fasády domu zobrazuje především různá moralistní ponaučení s výjevy s inklinací ke hříchu, kterých by se měl člověk vyvarovat. Výjevy čerpají převážně z knih pozdního středověku se zábavně moralistní tematikou.

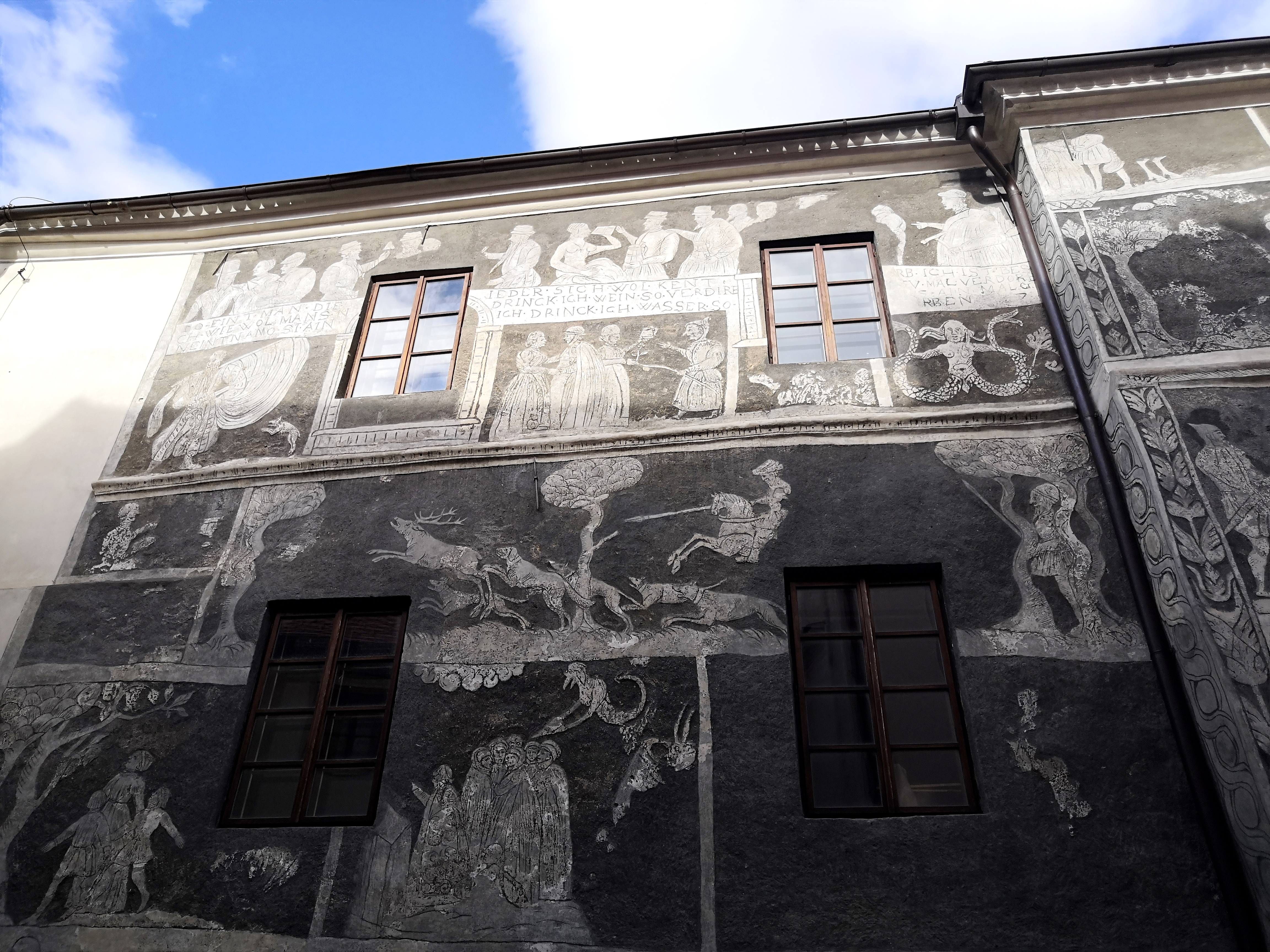
Knížecí dům, boční západní fasáda, ustupující zadní část (moralistní výjevy)

#### Horní pás pod korunní římsou (pijácká scéna)

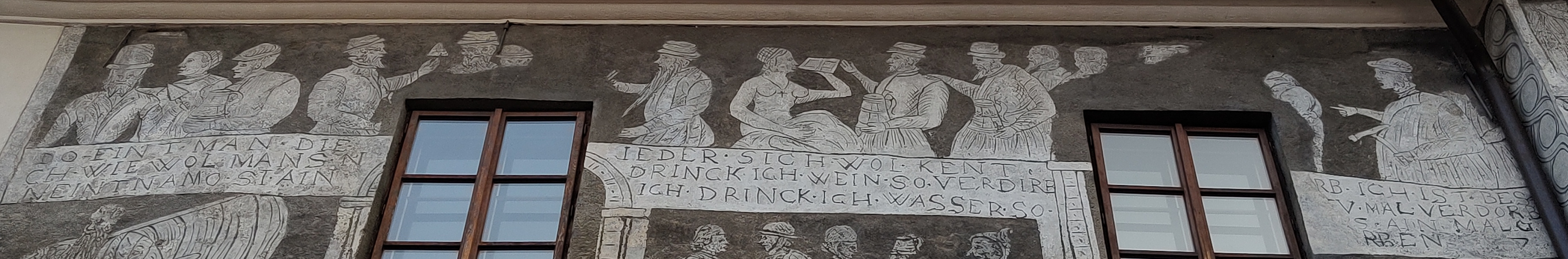
Knížecí dům, Pijácká scéna

Celý horní pás vyplňuje jediná scéna, kde popíjejí menší skupinky polopostav mužů a žen, jednotlivé skupinky výjevů pak pravděpodobně znázorňují různé hospodské neřesti. Výjev je zčásti narušen dvěma, později zvětšenými, okny druhého podlaží. Výjev zcela vlevo zobrazuje muže s plnovousem v klobouku, který drží v levici zednickou lžíci, vedle něj stojí žena a mladý muž v čapce s korbelem (tento výjev může znázorńovat lenost). Nad oknem následuje částečně poškozená skupinka postav, pravděpodobně karbaníků.  Za prvním oknem následuje další skupinka popíjejících mužů povzbuzující k pití částečně obnaženou ženu s křížkem na krku (výjev znázorňuje smilstvo, zde je možnou inspirací pro tuto scénu grafický list z knihy Melusine, Thüring von Ringoltingen, Basilej, 1473). Zcela vpravo, za druhým oknem, jsou vidět dvě polopostavy mužů, z nichž jeden drží v ruce kladívko a bouřlivě gestikuluje (zde se může jednat o vyobrazení hněvu). Pod hodovní scénou je staroněmecký majuskulní nápis: 
zleva doprava, první část zní: 
"DO.FINT.MAN.DIE / IEDER.SICH.WIE.WOL.MANS.(VER)N / EINT.NAMO.SI.AIN / IEDER SICH.WOL.KENT."
ve volném překladu do češtiny: "Ten, který zde nalezne, co je mu blízké, jakkoliv to popírá. Ať si ten to vezme k srdci, který se zde poznává."
Za ní následuje druhá část nápsu: 
"DRINCK.ICH.WEIN.SO.VERDIRB / ICH.DRINCK.ICH.WASSER.SO. / (STI)RB.ICH.IST.BES/(SER.AI)N.MAL.VERDORB / (EN. AL) A AIN.MAL. G(ESTORBEN."
František Mareš a Josef Sedláček, četli nápis mírně odlišně a navíc ještě za textem uvádějí dnes již nedochovanou dataci: (…) EREN 1573. V místě datace je dnes nápis poničený.

Po převedení do dnešní spisovné němčiny a drobné úpravě pro srozumitelnost dobového přísloví by nápis zněl takto: „Trink ich Wein, so verderb ich, trink ich Wasser, so sterb ich; doch es ist besser, Wein getrunken und verdorben, als Wasser, und doch gestorben“. Volně přeloženo do češtiny: „Piju-li víno, záhubu mám, piju-li vodu, též umírám, lepší je však pít víno a tak zkázy dojíti, než vodu a přece umříti.“

Zobrazení a nápis zřejmě mají karikovat, v souladu s dobovou moralistní literaturou, pošetilost nezřízeného trávení času pitím (poukazujíce na hřích obžerství nebo nestřídmost), upozorňuje na sklon opilých osob k dalším neřestem a rovněž nápisem karikuje časté výmluvy zatvrzelých pijanů. Nápis má  pravděpodobně dvojsmyslný význam a nevztahuje se pouze k samotnému pití, ale i k neřestem v životě lidském. První část nápisu pak zřejmě platí pro celou tuto část fasády a má významově blízko k úvodnímu textu Sebastiana Branta k Lodí bláznů (Das Narrenschiff, Strasburg, 1494): tzv. zrcadlu bláznů. Fasáda domu je tedy jakýmsi zrcadlem pro lidi pošetilé a hříšné, aby zde poznaly své hříchy i svou pošetilost a pokusili se o nápravu.

#### Druhý pás odshora (lancknecht, ženy smilnivé, Meluzína)

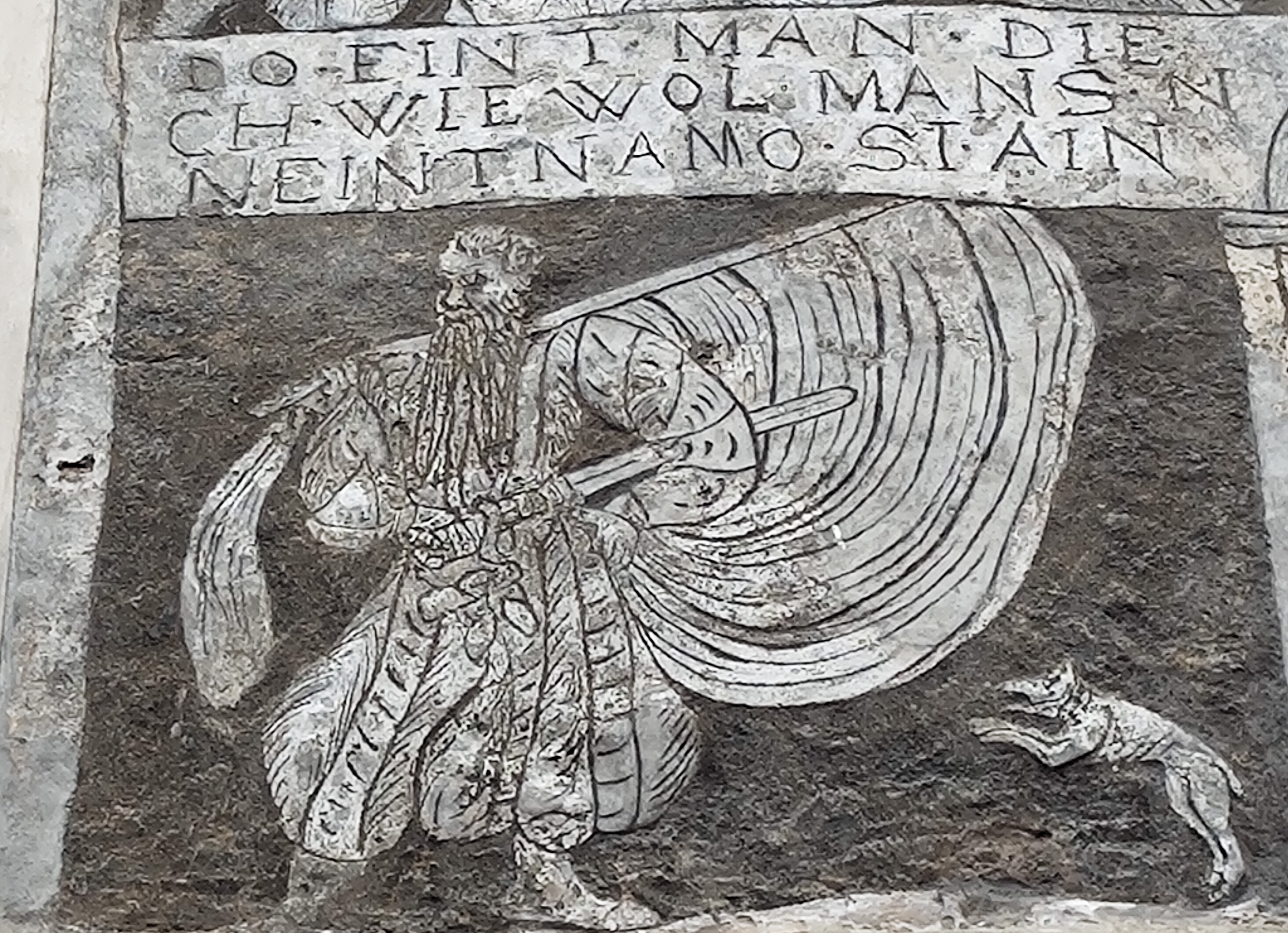
Knížecí dům, Lancknecht

První výjev zleva zobrazuje lancknechta se skákajícím psíkem. Lancknechtové byli obecně považováni za symbol příkladných ctností, zejména statečnosti a obezřetnosti. Psík zase odkazuje na věrnost nebo mravnost (pokud je připoután na vodítku), někdy je však rovněž symbolem neřestí nebo bláznovství (pes volně pobíhající). Lancknechtové byli v 16. století obecně považováni za pokračovatele rytířských ctností středověku (ideál křesťanského rytíře). Postava lancknechta zde může mít ale i výrazně negativní konotace, i vzhledem k umístění výše uvedeného nápisu nad ním, a být i symbolem neřestí. Život lancknechta býval přirovnáván k životu psa, zejména pro nestálé sociální zázemí spojené s častými přesuny vojska. Rovněž byl spojován snad se všemi morálními poklesky své doby jako opilství, nevzdělaností, bezbožností a inklinaci ke zhýralému životu neslučitelnému s křesťanskými zásadami, hraním hazardních her, chamtivostí, sexuální nezdrženlivostí a všemi druhy násilí vůči obyvatelstvu. Že šlo o frekventované téma dokládá i již dnes nedochovaná malba Pádu Adamova a pádu rytíře u polonahé ženy na domě č.p. 136 v Horní ulici, kterou doprovázel nápis: 
 "Příklad tento ukazuje, kterak člověk vyvoluje to, což k zkáze jeho bývá, žádosti mrzké sloužívá. Protož kdo ctnosti miluje, zlých žádostí se zhošťuje."

 Motiv nekončícího zápasu ctností a neřestí v postavě lancknechta nebo rytíře je vyjádřen i ve známé rytině Rytíř, smrt a ďábel od Albrecha Dürera z roku 1513. Vzorový grafický list pro sgrafito by mohl být stejný jako na Rumpálově domě, tedy rytina Allaerta Claesze z roku 1530, popř. rovněž velmi podobná rytina od Jaboba Bincka, vytištěná někdy mezi lety 1520 až 1561.

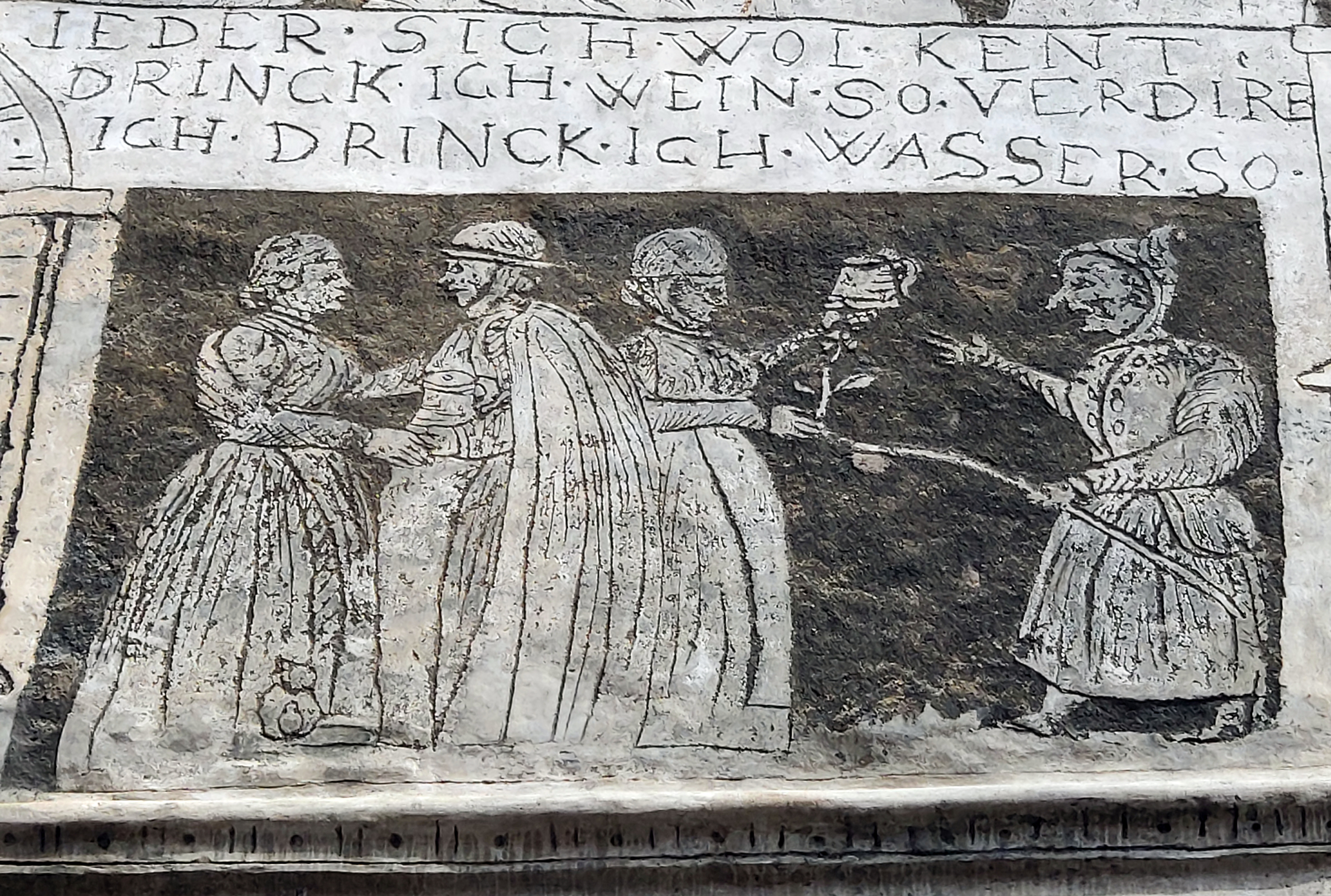
Knížecí dům, Ženy s korbelem a šaškem jako Ženy smilnivé

Na dalším výjevu je zobrazena skupina postav, v níž žena předává korbel postavě blázna, který ji ponouká dlouhou větvičkou s rašícími lístky. Další žena muži tiskne ruce v družném rozhovoru. Námětově nalezneme podobné moralistní podobenství v knize „Der Ritter vom Turn“ (Geoffroy La Tour Landry, Basilej, 1493), zde jsou v jedné z povídek (O střídmosti v jídle a pití), určených pro dospívající šlechtičny, líčeny ženy jako stvoření náchylné k tělesnému pokušení a smilstvu, pokud jsou opilé. Proto jsou v knize čtenářky nabádány, že slušným ženám pití nepřísluší, pokud se chtějí vyvarovat tělesnému hříchu. Zde se ale možná jedná dokonce o prodejné ženy lehčích mravů, napovídal by tomu pravděpodobně měšec, ležící u nohou ženy vlevo. Možnou inspirací pro tuto scénu, tedy pro zobrazení postav vlevo, byl pravděpodobně opět grafický list z knihy o Meluzíně (Melusine, Thüring von Ringoltingen, Basilej, 1473).

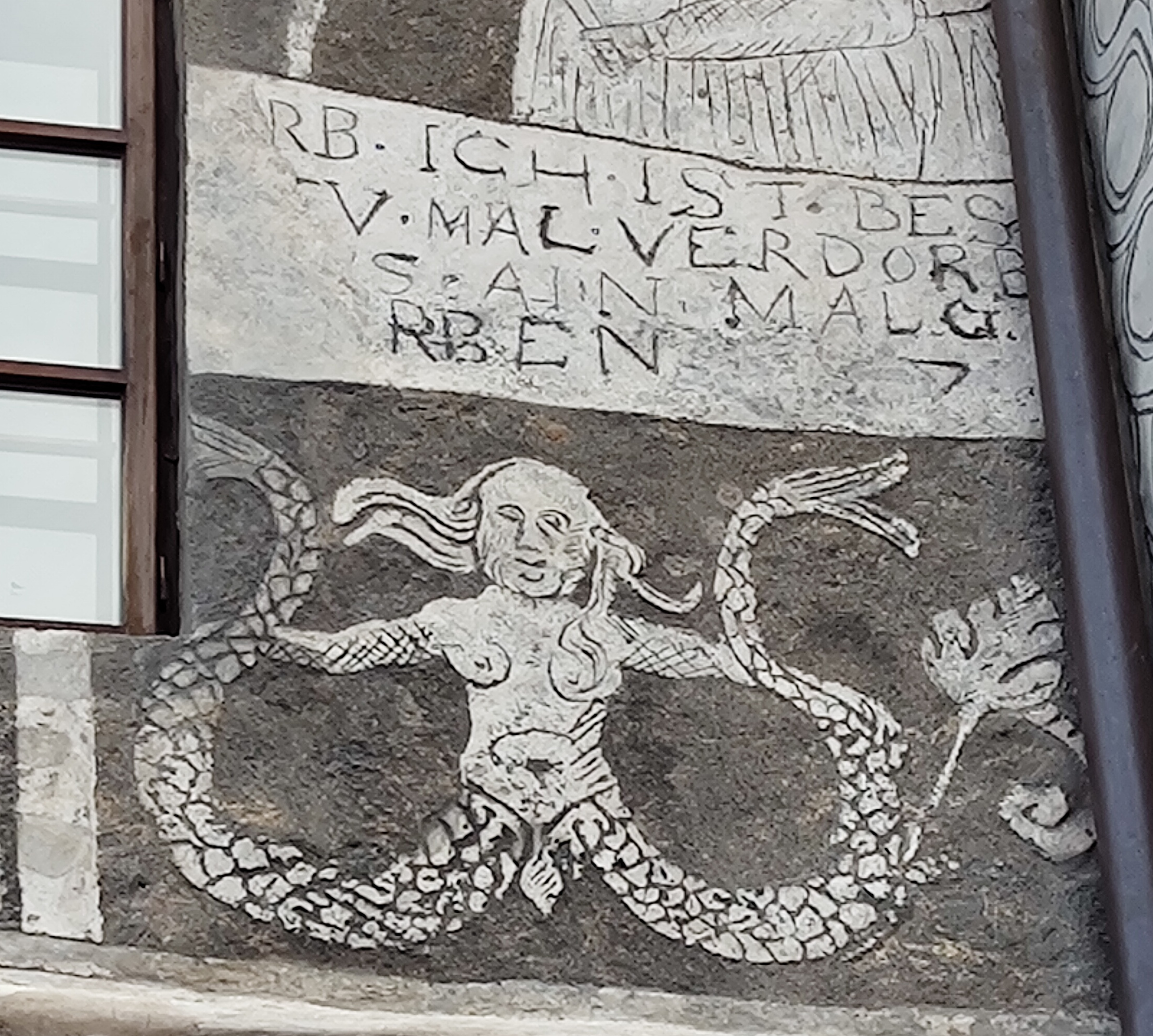
Knížecí dům, Meluzína

V dalším obrazovém poli je zobrazena Meluzína, zobrazovaná jako mořská panna se dvěma ocasy, která byla „znamením rozkoše (voluptas) a chlípnosti (luxuria)“. Pověst o Meluzíně je velmi stará, ve středověku byla několikrát literárně zpracovaná (poprvé 1393 ve Francii pro vévodu Jana z Berry, u nás populární byla ale zejména německá verze sepsaná Thüringem von Ringoltingenem, česky vyšla poprvé v roce 1555). Legenda o Meluzíně vystihuje rozporuplný postoj středověké společnosti k ženě, která je předmětem touhy i obav, je krásná i odporná zároveň (odkaz na roli Evy v Prvotním hříchu a důsledek tohoto činu pro další lidská pokolení). Výjev souvisí s předchozím výjevem a má zde zřejmě, v souladu s legendou o Meluzíně,  i význam porušení manželského slibu (v tomto případě spácháním smilstva). Samotná Meluzína tedy přímo nepersonifikuje chlípnost, ale pouze zrcadlí diváka a varuje ho před smilstvem.

#### Třetí pás odshora (lovecká scéna)
Dominantním výjevem třetího pásma i celé levé části fasády je lovecká scéna s honbou na jelena. Jelena pronásleduje smečka psů a jezdec na koni s kopím. Zcela vpravo obrazu stojí mezi stromy další lovec s kopím. Dříve bylo možno vidět ještě jednu postavu, mezi lovcem na koni a stojícím lovcem, na starších fotografiích (např. v Soupise památek uměleckých a historických) je vidět postava, snad šaška, troubícího na lesní roh. Zcela vlevo u stromu se pak nachází ještě torzo další vysoké postavy. 

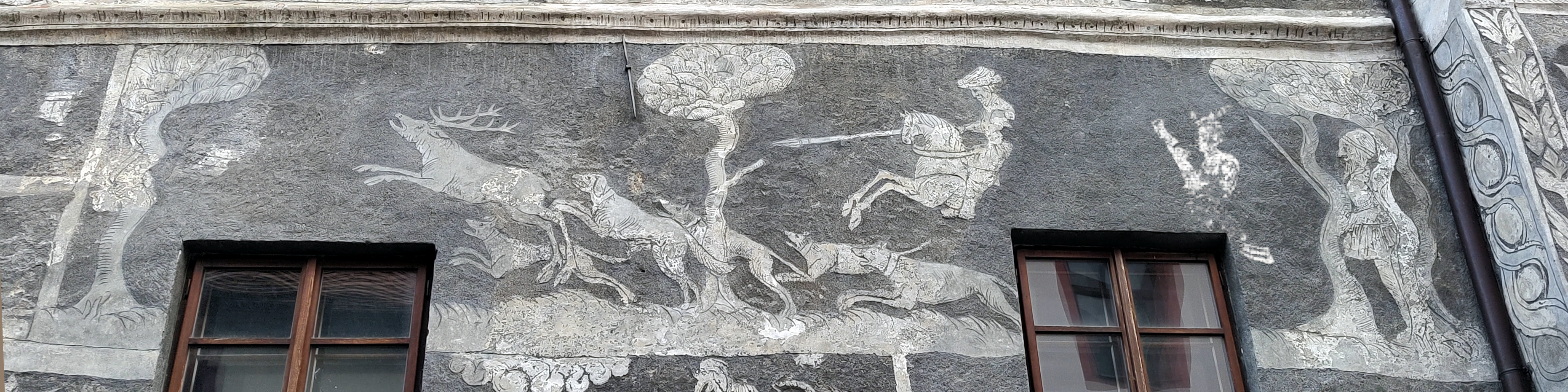
Knížecí dům, lovecká scéna

Lovecké scény obecně patřily k velmi oblíbeným především v aristokratickém prostředí. Lov ostatně patřil k jedné ze sedmera ctností pravého rytíře. Možný výklad zobrazení nalezneme v knize Sebastiana Branta „Loď Bláznů“ (Das Narrenschiff, Strasburg, 1494). Zde je úryvek jedné ze satirických básní: 
"Bláznivost i v honitbě se skrývá, čas tak nazdařbůh tím se utrácívá. Ačkoliv pouhá hra jen to prý je, přece jen příliš mnoho koštuje: lovečtí psi, ohaři slídiví, jen tak z ničeho se přitom neživí;… Kdo nechytí koroptev anebo zajíce, jako by mu prachy vzala vichřice… Sedlák v zimě na lov chodívá, takže panstvu nic už nezbývá… Nimrod se tehdy na lov dává, když úcty k Bohu zanechává; i Ezau, který lovcem byl, se málem v hříších utopil – však Eustachius, Hubert dále už dávno dali lovu vale (kéž ostatním by vzorem byli!), svou činnost Bohu zasvětili.“

 Výjev má tedy kromě moralistního ponaučení zřejmě i křesťanskou symboliku, kdy jelen zde pravděpodobně zobrazuje Boha (Ježíše Krista) i čistou duši člověka toužícího po Bohu a lov pak hřích a odklon od víry (v knize Loď Bláznů se toto téma vyskytuje i v básni "Dvěma pánům nelze sloužit"). Jelen býval ve vícero kulturách považován za prostředníka mezi světem bohů a světem lidí. Lov na jelena byl zpravidla výsadou panovníků, kteří mohli, jako bohem vyvolení zástupci světské moci na zemi, jelena lovit, ovšem pouze podle jasně daných a historicky ustálených pravidel lovu.
Lovecká scéna divákovi dějově chronologicky, zprava doleva, znázorňuje obecnou genezi hříchu a s tím spojenou ztrátu víry v Boha (výklad symboliky lovu na jelena podle Huga od sv. Viktora, PL 177, str. 575). První zprava je vyobrazen lovec s kopím, stojící nesměle mezi stromy v pozadí samotné scény lovu. Symbol kopí v ruce váhajícího lovce symbolizuje špatnou, hříšnou myšlenku (Hugo od sv. Viktora, PL 177, od. 26, str. 575). Postava šaška, troubícího na lesní roh (na obrázku doplněno že starší fotografie ze Soupisu památek), podněcuje pošetilost a nerozumnost hříšné myšlenky a ponouká k vykonání špatného přání, hříchu. Lovec na koni s kopím a psy pak symbolizuje postavu hříšníka nebo ďábla, snažícího se zasáhnout kopím (hříšnou myšlenkou) srdce nebo bok jelena (Hugo od sv. Viktora, PL 177, od. 26, str. 575). Jelen zde symbolizuje Boha (Ježíše Krista, legenda o sv. Eustachovi) a čistou duši člověka, toužícího po Bohu (žalm 42).  Zcela vlevo je pak torzo vysoké, dnes už špatně čitelné postavy, mohlo se jednat o Nimroda, personifikujícího zde Antikrista (z hlavy postavy vyrůstají dopředu vyčnívající parohy). Nimrod býval oděn do Adamova pláště, kterým vábil k sobě zvěř (tak jako ďábel vábí zbloudilé duše hříšníků).
Co se týče vzorových grafických listů, určitou podobu můžeme najít s několika grafickými listy Virgila Solise, pro muže stojícího pod stromem vpravo je možno najít možný vzor na grafickém listu Allaerta Claesze z let 1520–1550 a pro již nedochovanou původní postavu šaška troubícího na lesní roh mohla být inspirací rytina Albrechta Dürera z knihy Loď Bláznů.

#### Čtvrtý pás odshora (Hra dětí kolem slepé báby, Ďábel a klevetné ženy, jezdec na koni)

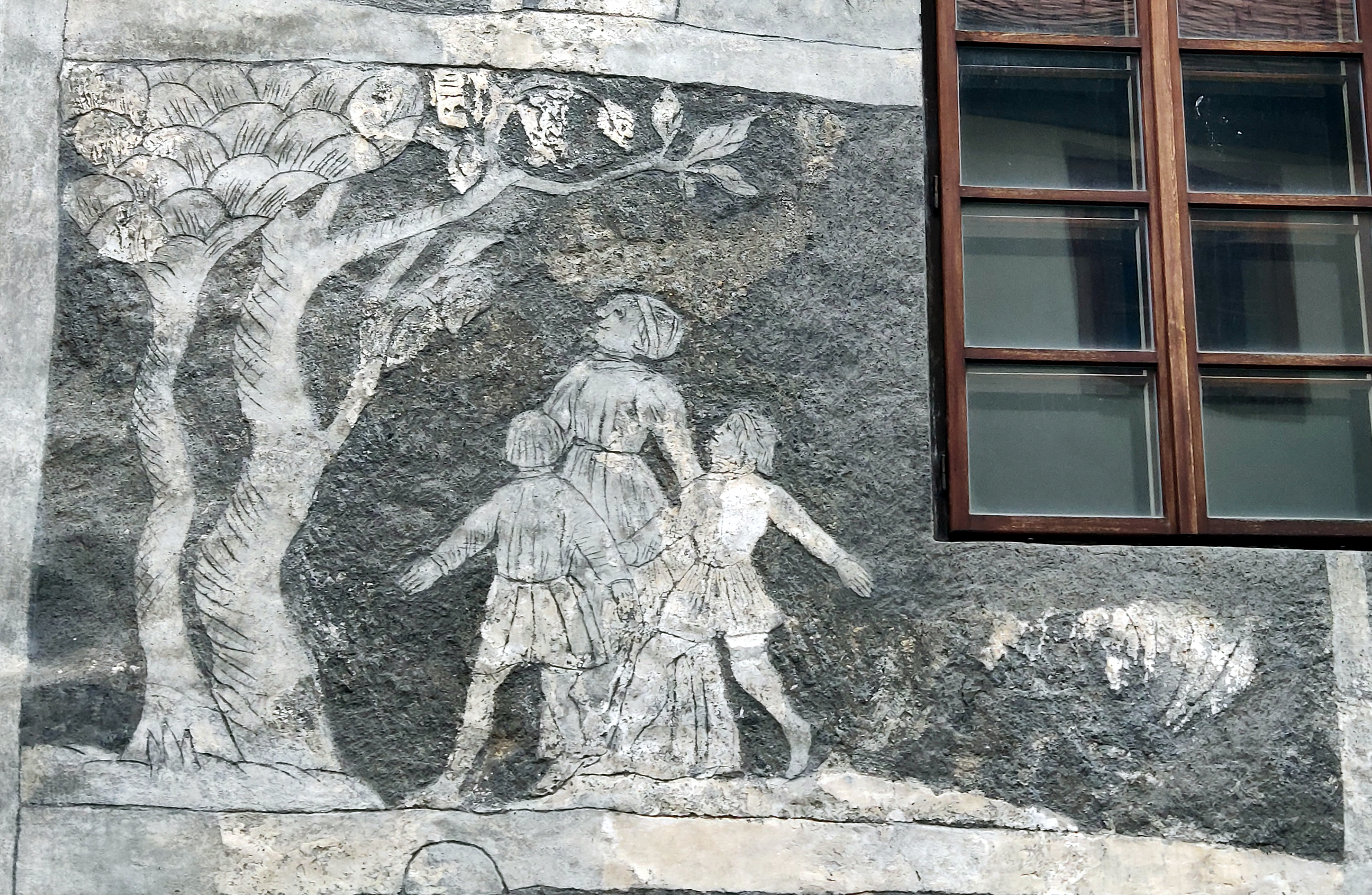
Knížecí dům, "Hra dětí kolem slepé báby", "Strom poznání"

Pásmo sgrafitové výzdoby začíná obrazem ženy se dvěma dětmi hledícími směrem nahoru do korun dvojice stromů, v koruně je, i přes poškození, vidět pravděpodobně znázornění Písma svatého. Napravo od postav se nachází zvíře, mohlo by se jednat o ovci. Výjev bývá obvykle interpretován jako Hra dětí kolem slepé báby (nelze vyloučit, že v minulosti měla postava ženy nebo dítěte vpravo zavázané oči, v současné době šátek na očích chybí a část hlavy je evidentně dílem rekonstrukce). Kompozice výjevu ale spíše napovídá, že by se mohlo jednat o téma Stromu poznání, odkazu k dědičnosti, k prvotnímu hříchu a výchově k rozlišení dobra od zla (výchova k víře, znalosti Písma a chování podle Písma svatého). Možné vysvětlení opět nalezneme v knize „Loď Bláznů“ (Das Narrenschiff, Sebastian Brant, Strasburg, 1494):
„Ten ve svém bláznovství má oči zaslepené, kdo si na své dítě ani nevzpomene. Aby ve vší kázni se správně vzdělávalo, kdo dokonce se o to stará velmi málo, že bez učení těká, bloudí k nevíře – tak jako ovečka, jež nemá pastýře – kdo ke zlé hře se tváří vlídně, bláhový, a myslí si, že není třeba výchovy – ať si uvědomí ta hlava pošetilá: mládež velmi snadno vše si vštěpuje, s velkou pozorností věc každou sleduje. Každý mladý stromek snadno ohýbá se, ale když strom velký tlaku podati se má, přelomí se v půli. Z trestu mírného nevychází nářek z hradla dětského, učení jak metla bez bolu, týrání, nevědomost z dětské mysli zahání…. A tak jen vzdělání je statek neměnný, ten jen nemůže být nikdy ztracený.“

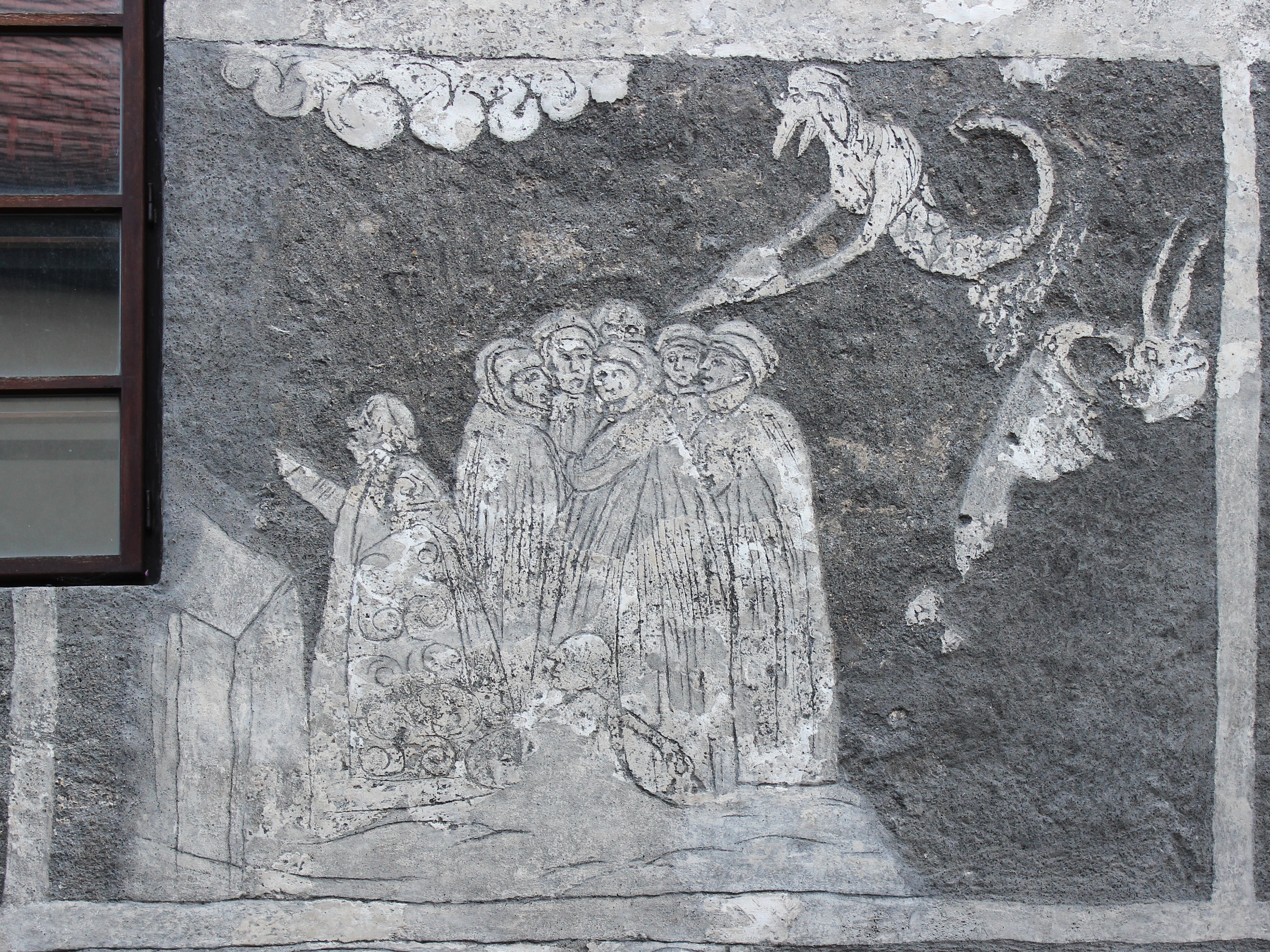
Knížecí dům, „Ďábel a klevetné ženy“

Za oknem následuje scéna se skupinou ženských postav uprostřed. Kněz pozdvihuje monstranci s nejsvětější svátostí oltářní, ministrant klečí na kolenou a zvoní na zvonek, vzadu za nimi stojí šest žen, které spolu vzájemně klábosí a ruší tím bohoslužbu. Nad nimi se vznáší ďábel a fouká jim měchem do uší. Jiný ďábel zapisuje hříchy a jména žen na pergamenovou blánu (z této malé postavy, původně přikrčené za ženami, zbývá pouze malá část hlavy). Třetí z ďáblů, má už svůj pergamen popsaný a snaží se nyní zuby jej roztáhnout, aby na něm bylo více místa. Obecně vžitý název tohoto výjevu je Ďábel a klevetné ženy. Téma vychází z velmi staré pověsti Čert v kostele. Vzorem pro výjev byly pravděpodobně dva grafické listy Albrechta Dürera, doprovázející ilustracemi knihu „Der Ritter vom Turn, von den Exempeln der Gotsforcht und Erberkeit“ („Rytíř z Věže, příklady zbožnosti a cti“), vydanou Michaelem Furterem v Basileji roku 1493, v německém překladu Marquarta von Stein z původního francouzského originálu Livre pour l'enseignement de ses filles, sepsaného anjouským šlechticem Geoffroye IV. de la Tour Landry (cca 1326 – cca 1404). Kniha byla původně určena pro jeho tři dospívající dcery. Jedná se o sbírku příkladů, kázání a ponaučení, o jakýsi manuál pro mladé šlechtičny, aby byly pevné v ctnostech, slušnosti a zbožnosti, potřebných jak před, tak zejména v manželství. Posléze se však kniha stala velmi populární nejen ve Francii, ale byla přeložena také do angličtiny a němčiny, ve které se dočkala hned několik vydání. Na sklonku středověku, koncem 15. století, prošel německý překlad úpravou Marqurta von Stein s významovým posunem více k beletristickému a místy zábavnému žánru. Ženy jsou zde líčeny jako stvoření náchylné k smilstvu, hněvu, bezbožnosti, neposlušnosti, přílišnému sebevědomí a klevetění. Motiv ženského klevetění pak rozpracovává zmíněná dvojice Dürerových grafik, které doprovází příklad s popisem:„wie der tüfel hynder der mess die klappering“ („Jak ďábel brání mši klevetěním“).
V následujícím obrazovém poli vpravo je dochováno torzo dalšího výjevu, původně scény s jezdcem na koni. Ještě na starší fotografii ze Soupisu památek, vzniklé na počátku 20. století, je na str. 263 vidět dobře zachovalá, takřka kompletní, postava jezdce na koni s kulatým (antickým) štítem. Jezdec na koni byl silně poškozen při výměně a zvětšení oken kolem r. 1913, zbytek scény ještě dříve, pravděpodobně při probourávání předchozích okenních otvorů. V současné době je zachováno pouze torzo hlavy jezdce (její obličejové části). Vzhledem k torzálnosti dochování výjevu je identifikace původního výjevu velmi obtížná a tedy i nejistá. Z dobových grafických listů lze dohledat i v detailech velmi podobnou rytinu Virgila Solise z let 1530-1562, lišící se od vyobrazení na fasádě (tak, jak je zachyceno na starší fotografii) pouze jinak zpracovanou, tedy hřívou koně nezakrytou, obličejovou části. Rytina zobrazuje Hannibala v bitvě u Trasimenského jezera. Vzhledem k umístění scény v části fasády, zobrazující poměrně komplexní výčet moralistních varování a lidských hříchů, by tak výjev mohl být symbolem pohanského, válečného, ohrožení a souvisejícího vojenského násilí obecně (Hannibal byl v římském pojetí symbolem té nejvyšší krutosti) jako trestu za nedostatečnou zbožnost i přehnanou pýchu. Dodnes se nám zachovala latinská fráze Hannibal ante portas neboli Hannibal před branami, jako zoufalý výkřik, plný strachu z ohrožení.

### Průčelí do náměstí (úzký pruh v levé části fasády)
Fasáda do náměstí byla z hlediska výzdoby zcela určitě tou hlavní, bohužel z její výzdoby se dochoval pouze velmi úzký pruh, navíc v torzálním stavu, ze kterého nejde odvodit bližší ikonografii výzdoby. Z nejspodnějšího pásu se nedochovalo nic. Ve druhém je nečitelný fragment sgrafitové výzdoby. Třetí pás je vyplněn iluzivním architektonickým rámováním zaklenuté iluzivní niky s mušlí. Ve čtvrtém poli nad římsou je zobrazena polopostava vousatého muže v klobouku, který drží v ruce korbel. Pod ním je ryba s otevřenou tlamou, které vyrůstají z ocasní ploutve listy. Pátý neúplný obraz vyplňuje fragment mužské postavy v dobovém obleku, jež má u nohou korbel.
Během více než 130 let od odkrytí sgrafita tak některé dříve viditelné výjevy již zcela zanikly (dochovány jsou alespoň ve fotografiích), jiné byly značně poškozeny: jednak povětrnostními vlivy a nedostatečnou fixací sgrafita po odkrytí v roce 1889 a jednak nepovedenými restaurátorskými zásahy v minulosti. Poslední restaurování v roce 2001, kdy bylo sgrafito důkladně očištěno od všech předchozích restaurátorských zásahů, důkladně fixováno a retušováno, sice částečně rehabilitovalo původní vzhled sgrafita a zajistilo jeho záchranu, v porovnání z původními fotografiemi z počátku 20. století však již téměř zmizelo původní hrubé odrývání pozadí (pozadí jsou částečně vytmelena a přetónována), typické pro raná sgrafita na našem území, původně evokující dřevořez (tedy grafickou předlohu pro sgrafita, zajišťující celoevropský přenos obrazu pomocí knihtisku) .

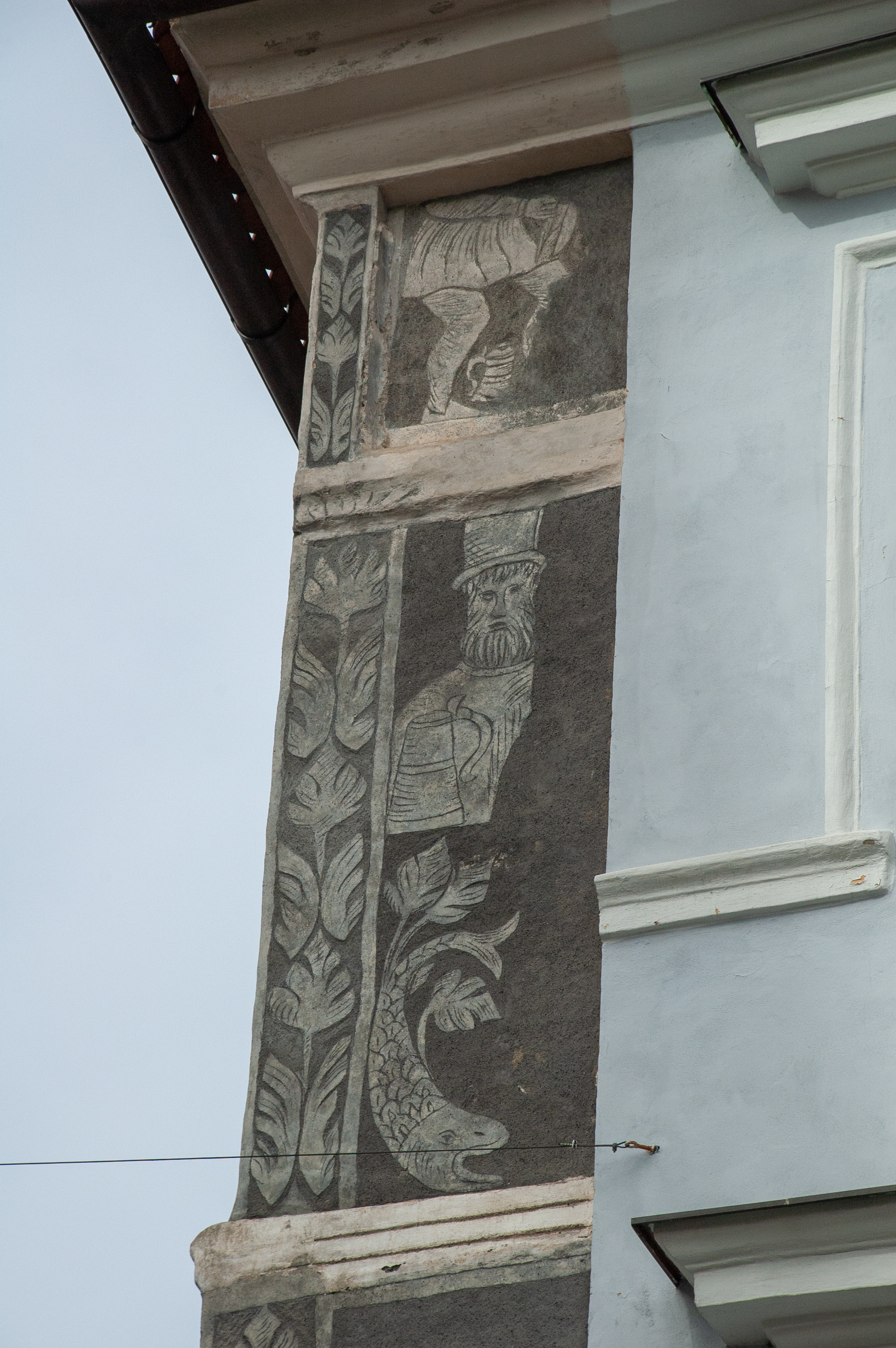
Knížecí dům, sgrafitový pruh na čelní fasádě do náměstí

### Poznámka k dataci sgrafitové výzdoby domu
Důležitou otázkou zůstává datace výzdoby fasády. Obecně je uváděn rok 1573, vycházející z informací od F. Mareše a J. Sedláčka ze Soupisu památek historických a uměleckých v království Českém, okres Prachatický z roku 1913. V této době byl údajně letopočet čitelný (dnes je letopočet již nečitelný). Otázkou je tedy, zda nemohlo dojít k jeho chybnému čtení; vzhledem k tehdejšímu stavu fasády, vyplývajícímu ze starších fotografií, to není vyloučeno. Vincent Šofferle v roce 1891, tedy 2 roky po objevení maleb, ve svém popisu výzdoby a přepise nápisů totiž zmiňovaný letopočet neuvádí. Ani časopis Císařské královské ústřední komise pro výzkum a záchranu uměleckých a historických památek z roku 1889, který jinak podrobně referuje o nálezu sgrafit a podrobně je popisuje, včetně přesného přepisu nápisů, zmiňovaný letopočet neuvádí. Formou, tematickým zaměřením a vzhledem k doloženému vývoji prachatických fasád, by bylo vhodnější dataci posunout minimálně o 20 let zpět, tedy nejpozději do roku 1553. Fasáda by tak spíše zapadla do chronologické posloupnosti vývoje prachatických fasád měšťanských domů (formálně je zde podobnost s výzdobou Heydlova domu a především čp. 28, které však mají tematicky již jednoznačně humanistické zaměření). Dataci může upřesnit i absence jinak obvyklých a častých odkazů na Rožmberky na fasádě ve formě růží, jezdců a erbů (čelní fasáda je ale dochována pouze ve zbytcích), výzdoba tedy mohla být realizována v době poručnictví Albrechta z Gutštejna, Jeronýma Šlika a Oldřicha Holického ze Šternberka v letech 1545–1551 (Gutštejnové měli ve znaku jelení paroží). Ostatně pro výrazně časnější dataci mluví i využití knih vytištěných v rozmezí let 1473–1537 jako tematických předloh (knihy se pravděpodobně dostávaly do Prachatic po Zlaté stezce z Pasova, kde byly knihkupecké filiálky, včetně té Antona Kobergera) i užití grafických listů od Albrechta Dürera a Erharda Schöna. Pravděpodobně tedy výzdoba fasády nevznikla za Jakuba Menšíka, ale již o generaci dříve (objednatelem výzdoby mohl být Jiřík Menšík, který byl v době poručnictví Albrechta z Gutštejna primátorem města). Výjevy na boční fasádě Knížecího domu zobrazují stále ještě velmi konzervativní, ještě spíše středověký pohled na člověka a jeho duši, jako na nádobu, která se plní nebo prázdní hříchy podle vykonaných skutků. Pokud bychom trvali s datací na letopočtu 1573, musela by výzdoba v době vzniku, v konfrontaci s ostatními prachatickými fasádami ze sedmdesátých let 16. století, působit jako silně historizující, obracející se o generaci zpět a to ať svým ještě místy spíše rustikálním výtvarným projevem nebo ještě středověkým pohledem na svět.

## Galerie

Detaily sgrafitové výzdoby Knížecího domu
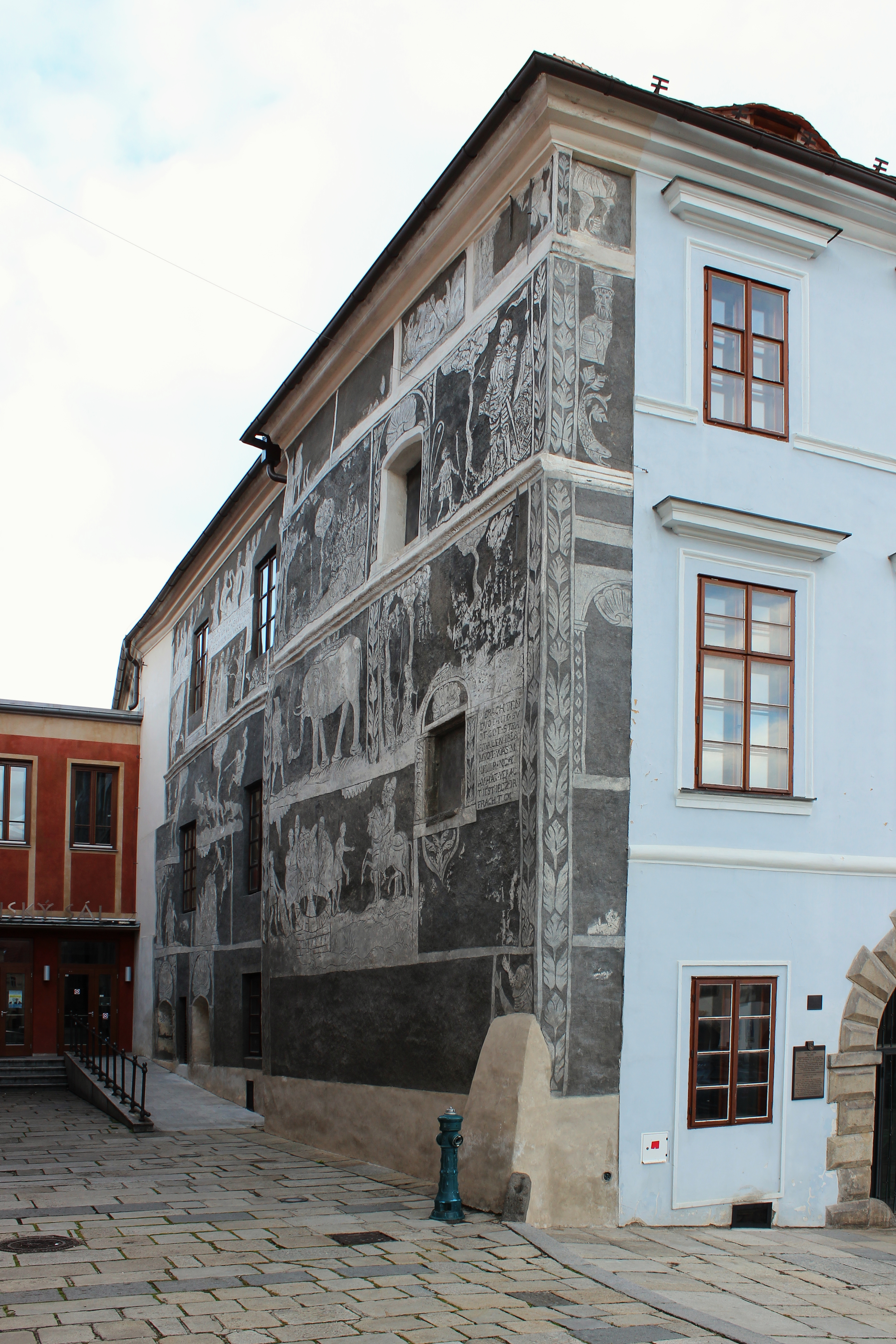
Knížecí dům, boční západní fasáda, pohled
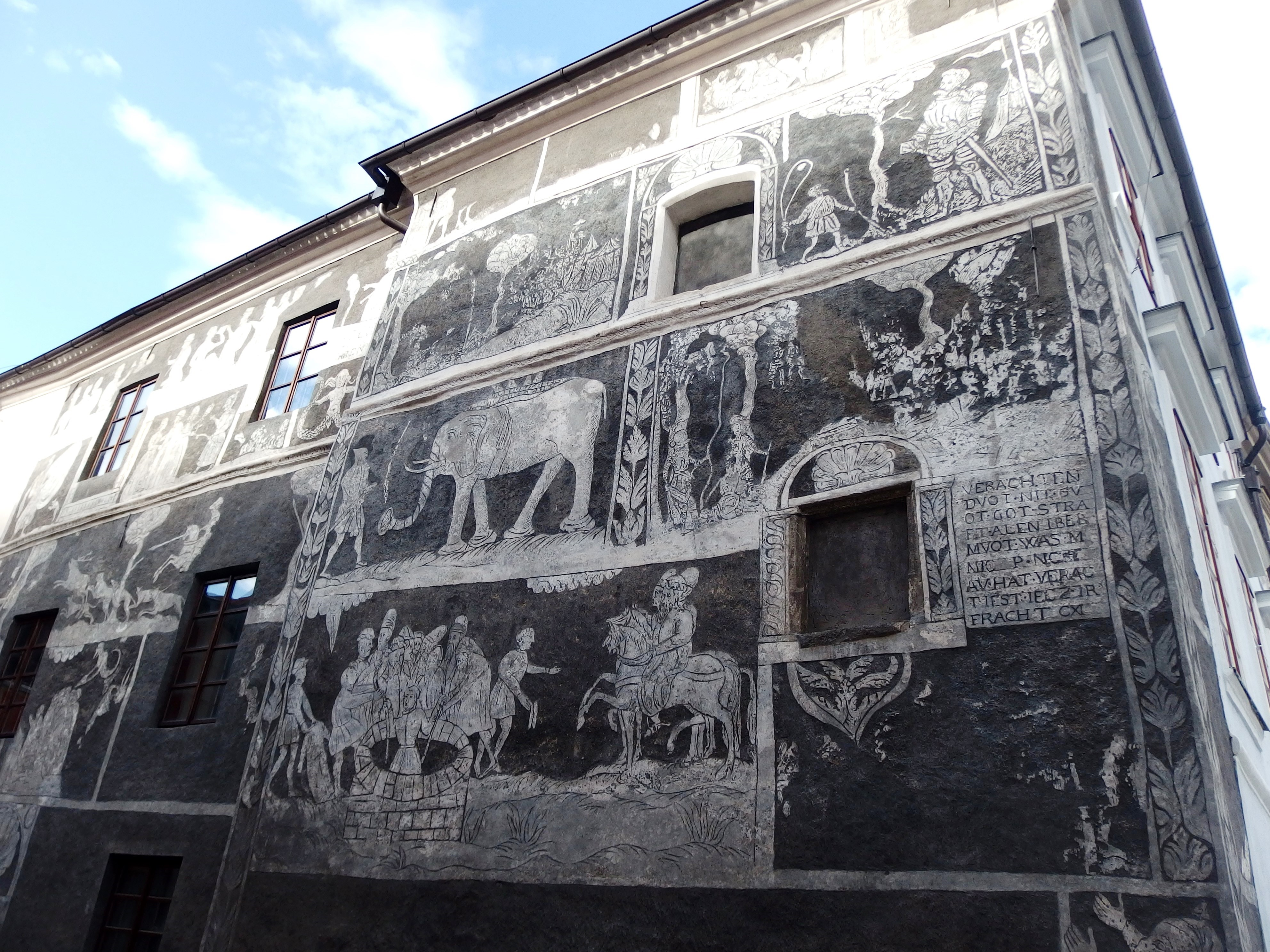
Knížecí dům, boční západní fasáda, předstupující část (biblické výjevy)
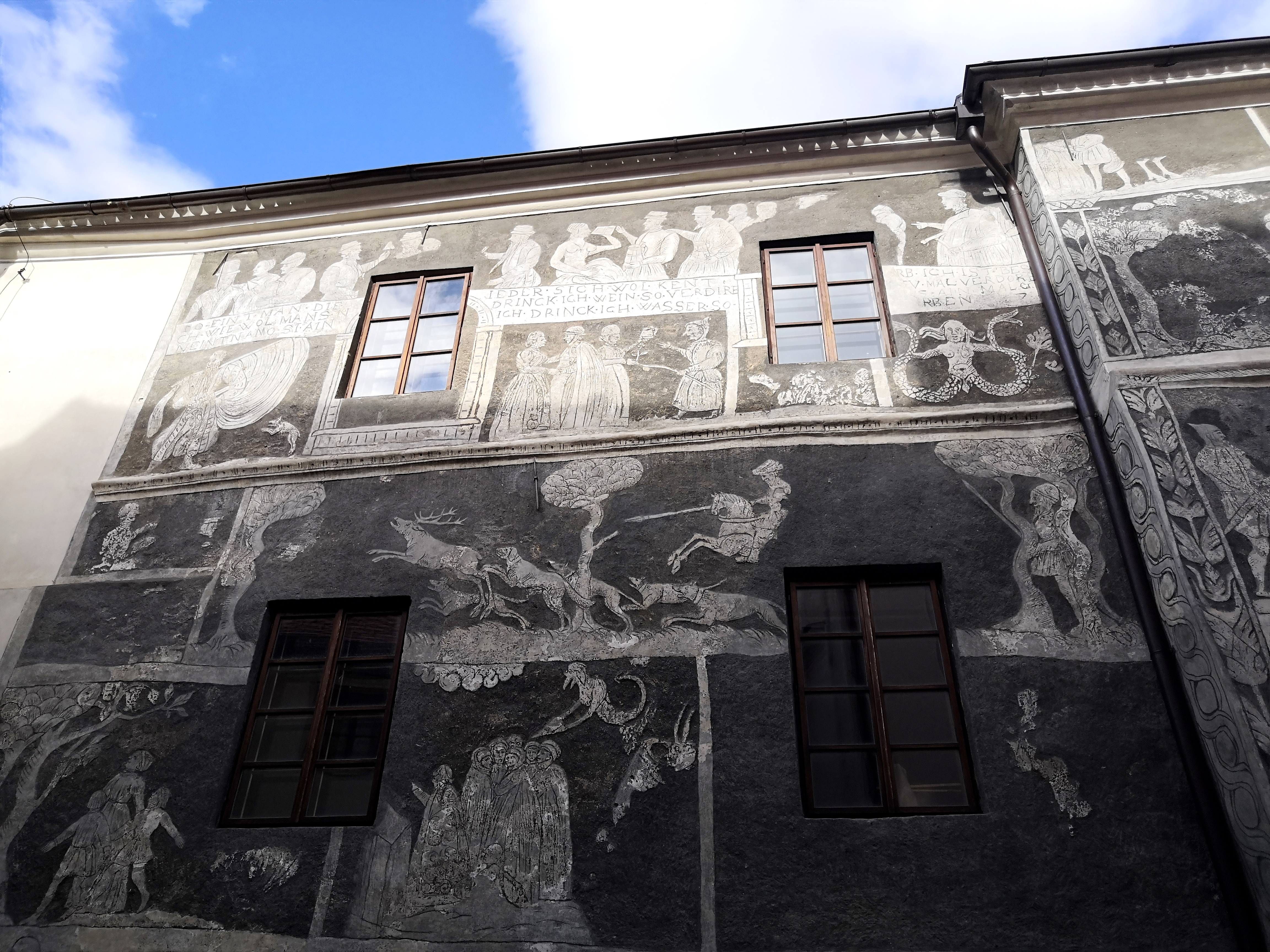
Knížecí dům, boční západní fasáda, ustupující zadní část (moralistní výjevy)
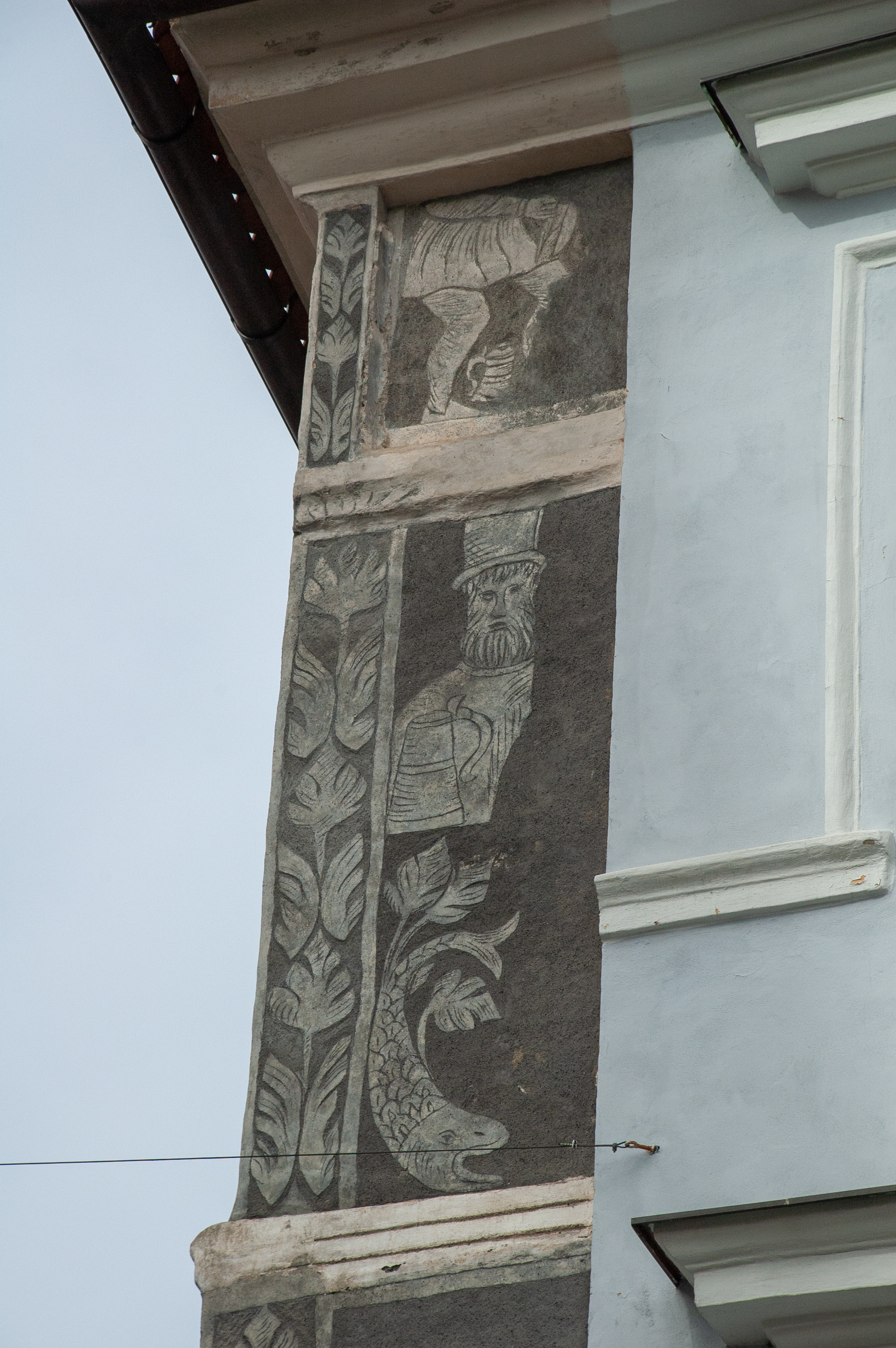
Knížecí dům, sgrafitový pruh na čelní fasádě do náměstí
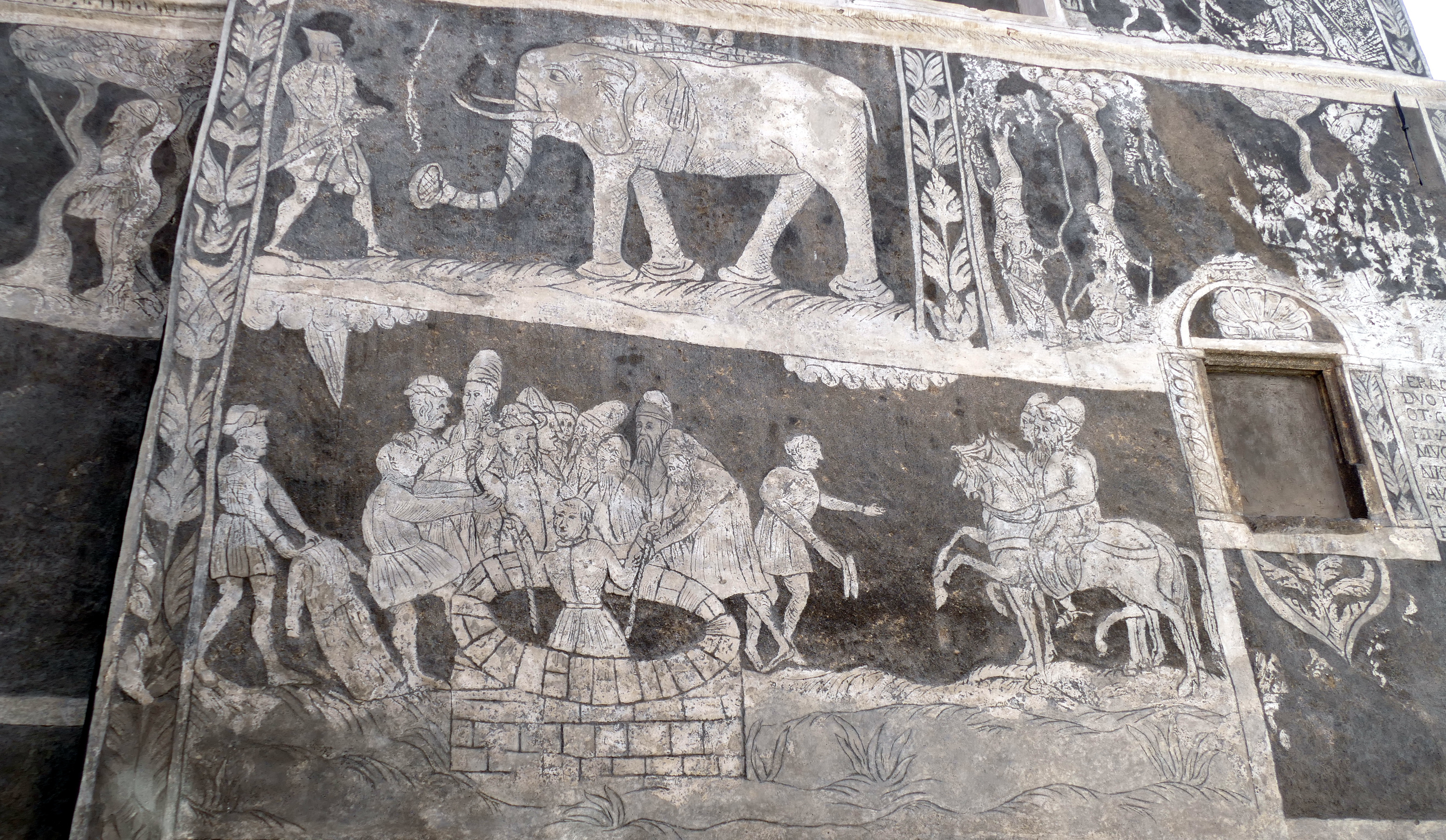
Knížecí dům, boční západní fasáda, předstupující část (biblické výjevy)
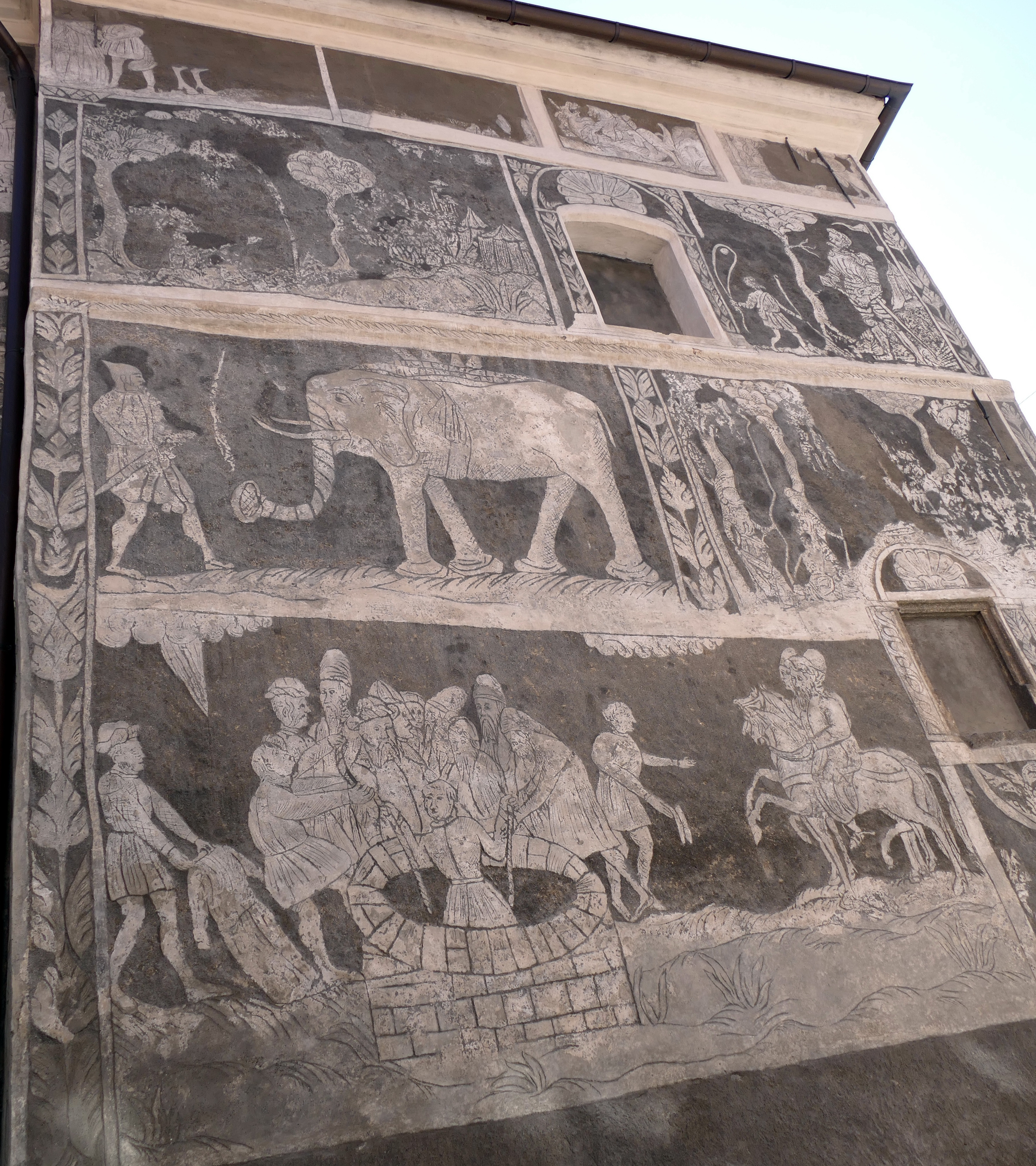
Knížecí dům, boční západní fasáda, předstupující část (biblické výjevy)
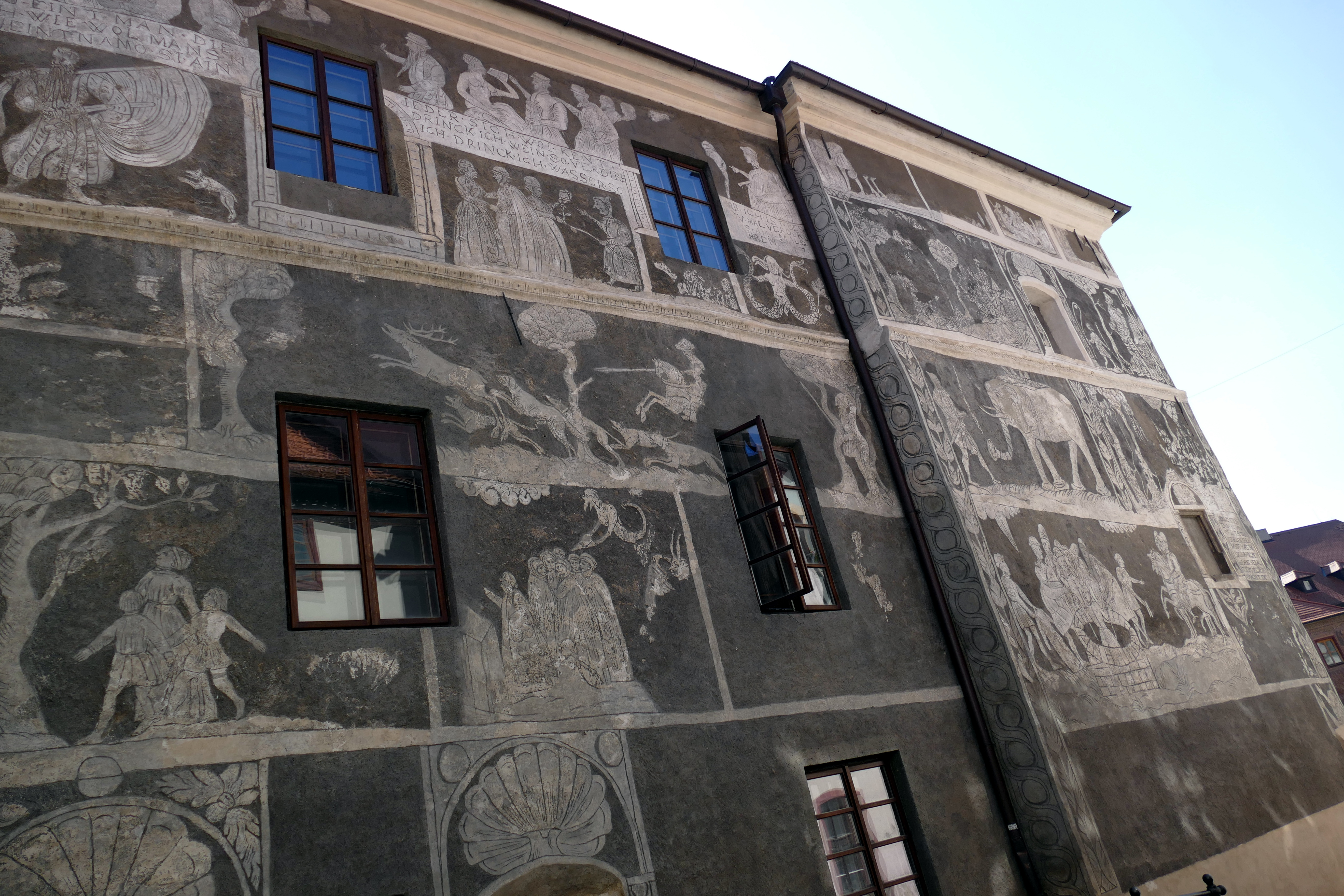
Knížecí dům, boční západní fasáda, ustupující zadní část (moralistní výjevy)
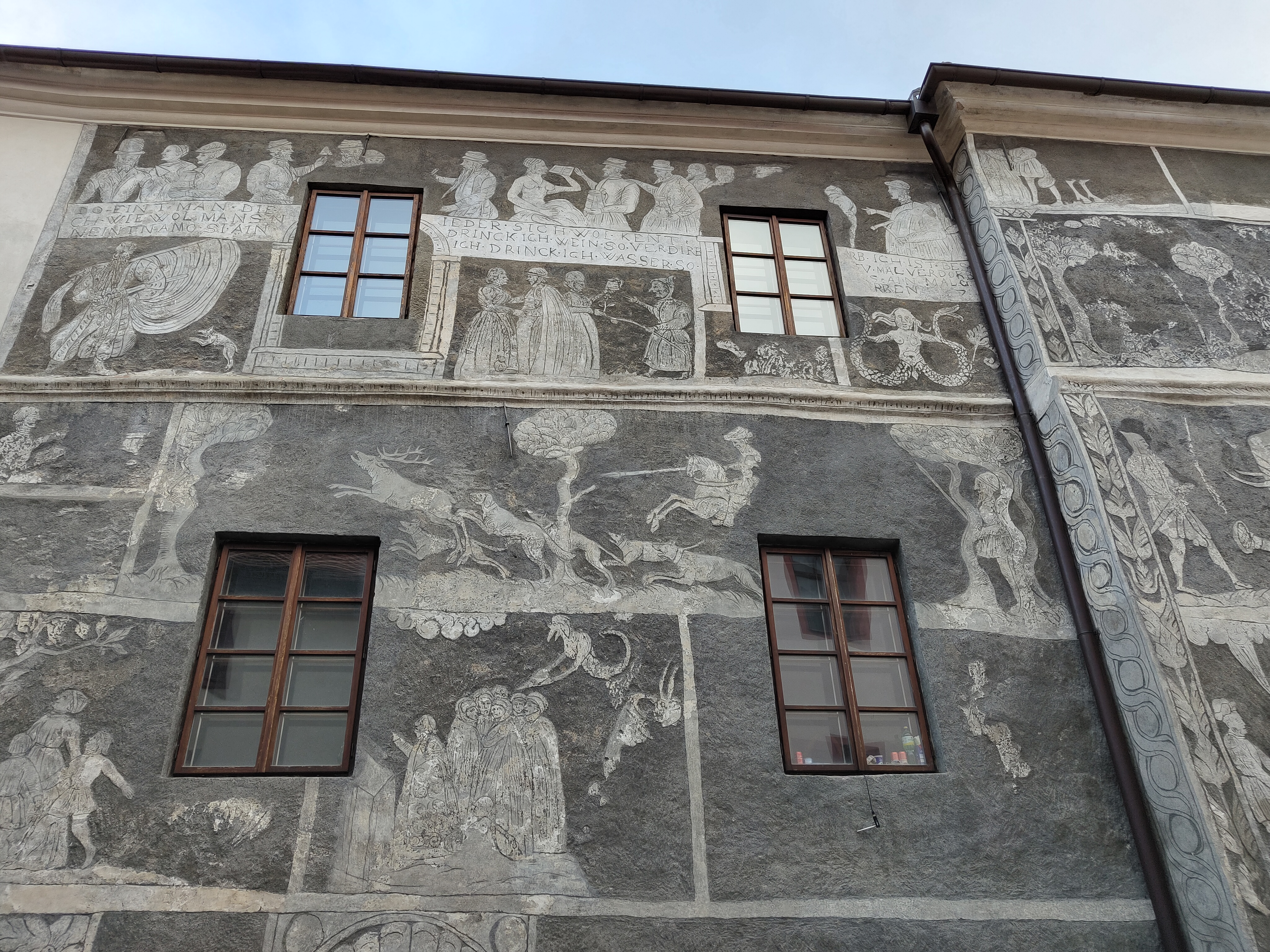
Knížecí dům, boční západní fasáda, ustupující zadní část (moralistní výjevy)
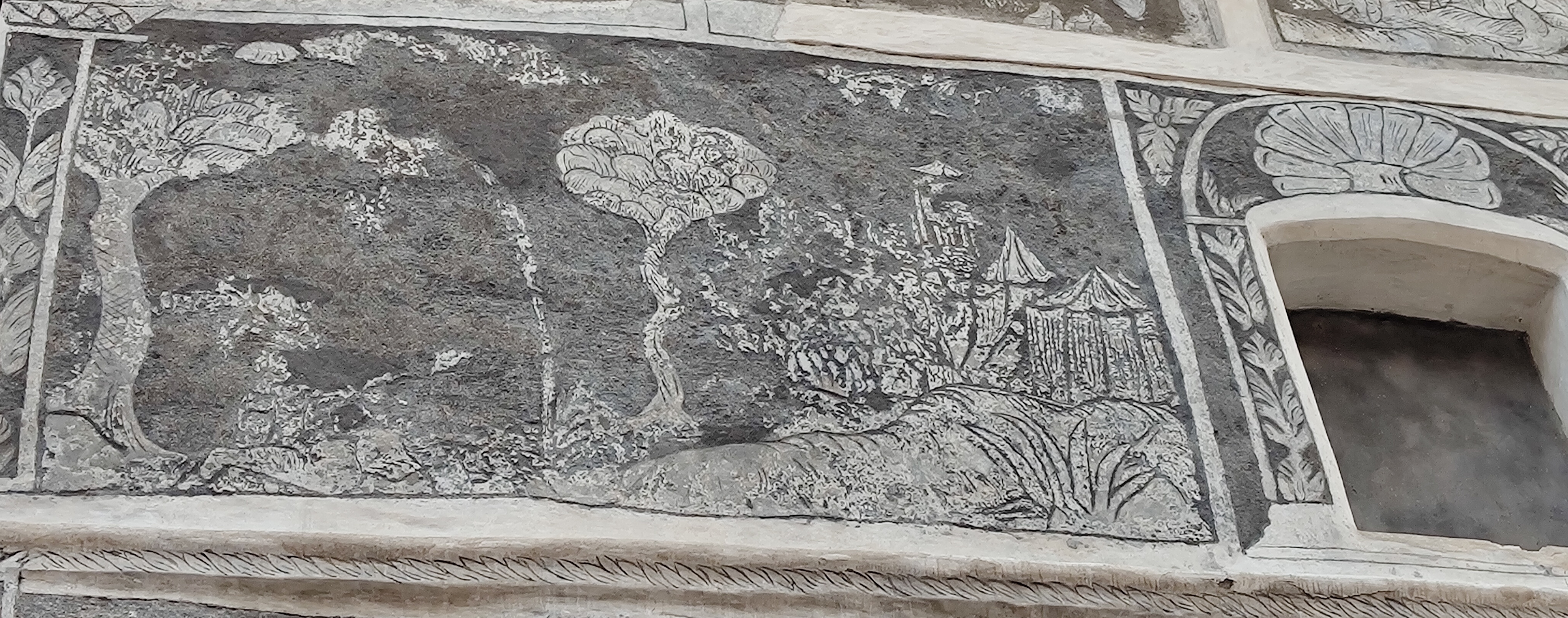
Knížecí dům, "Mojžíš dostává Desatero přikázání"
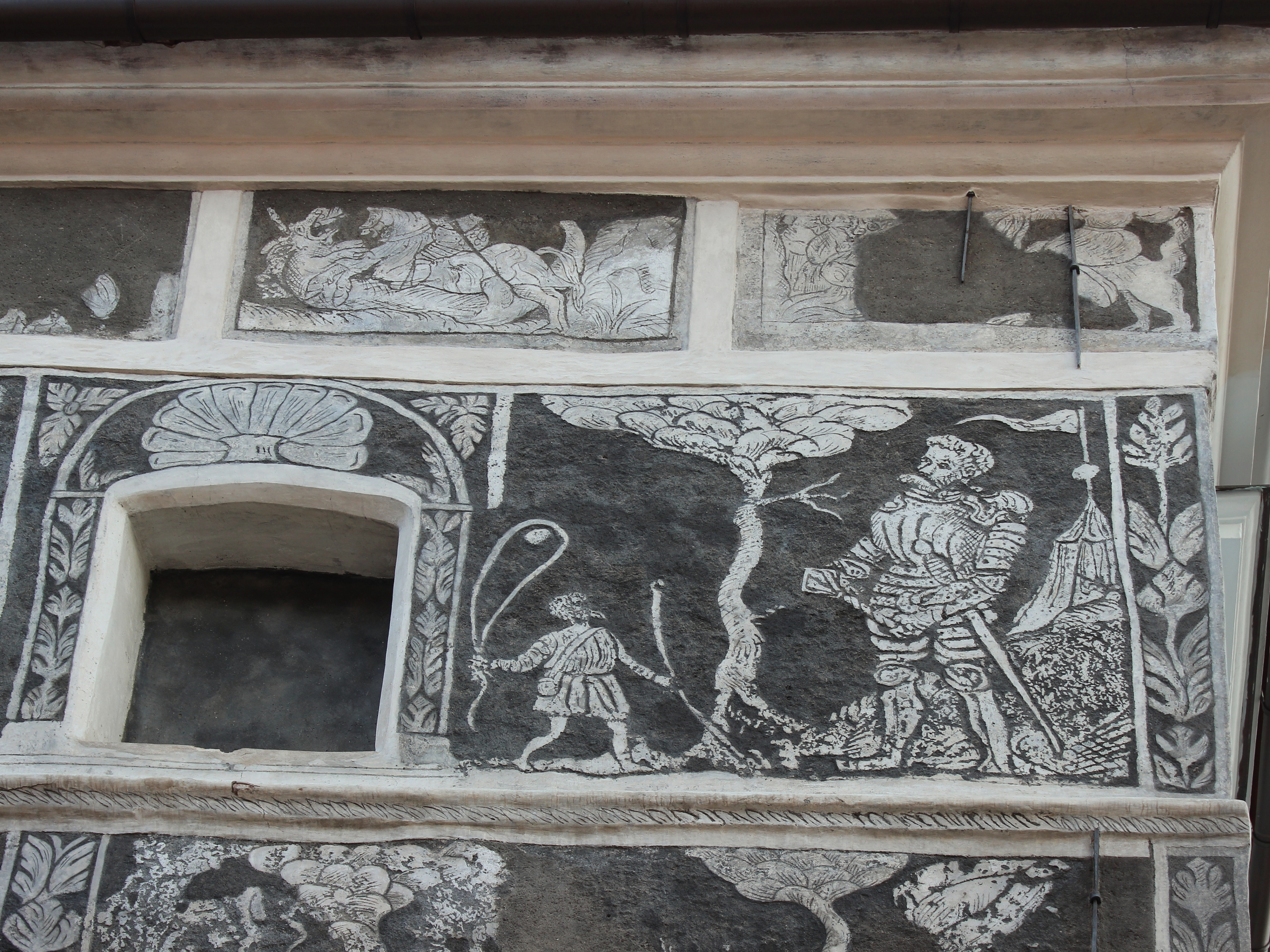
Knížecí dům, „David a Goliáš“
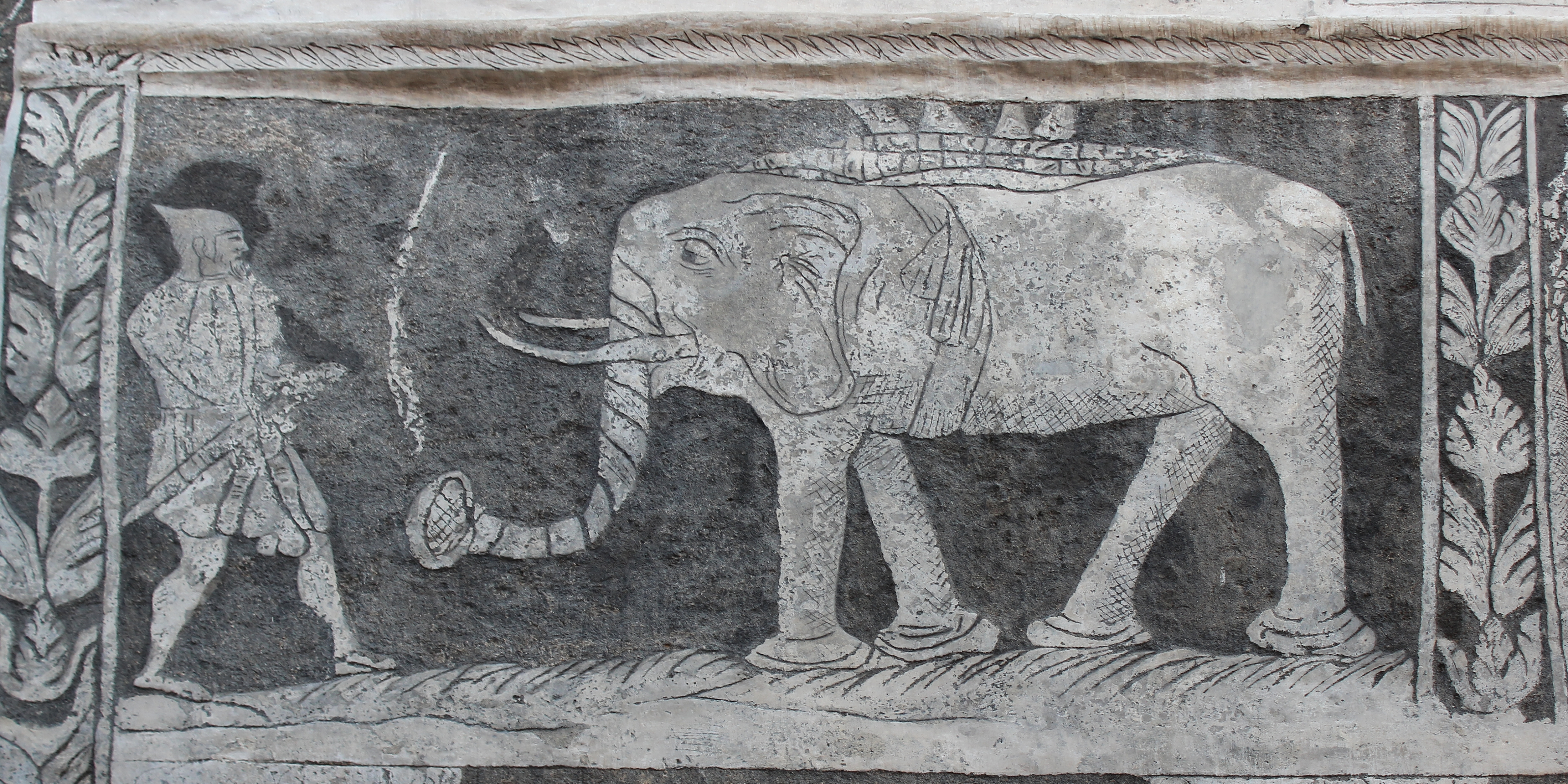
Knížecí dům, "Eleazar, který se jde obětovat za židovské vojsko"
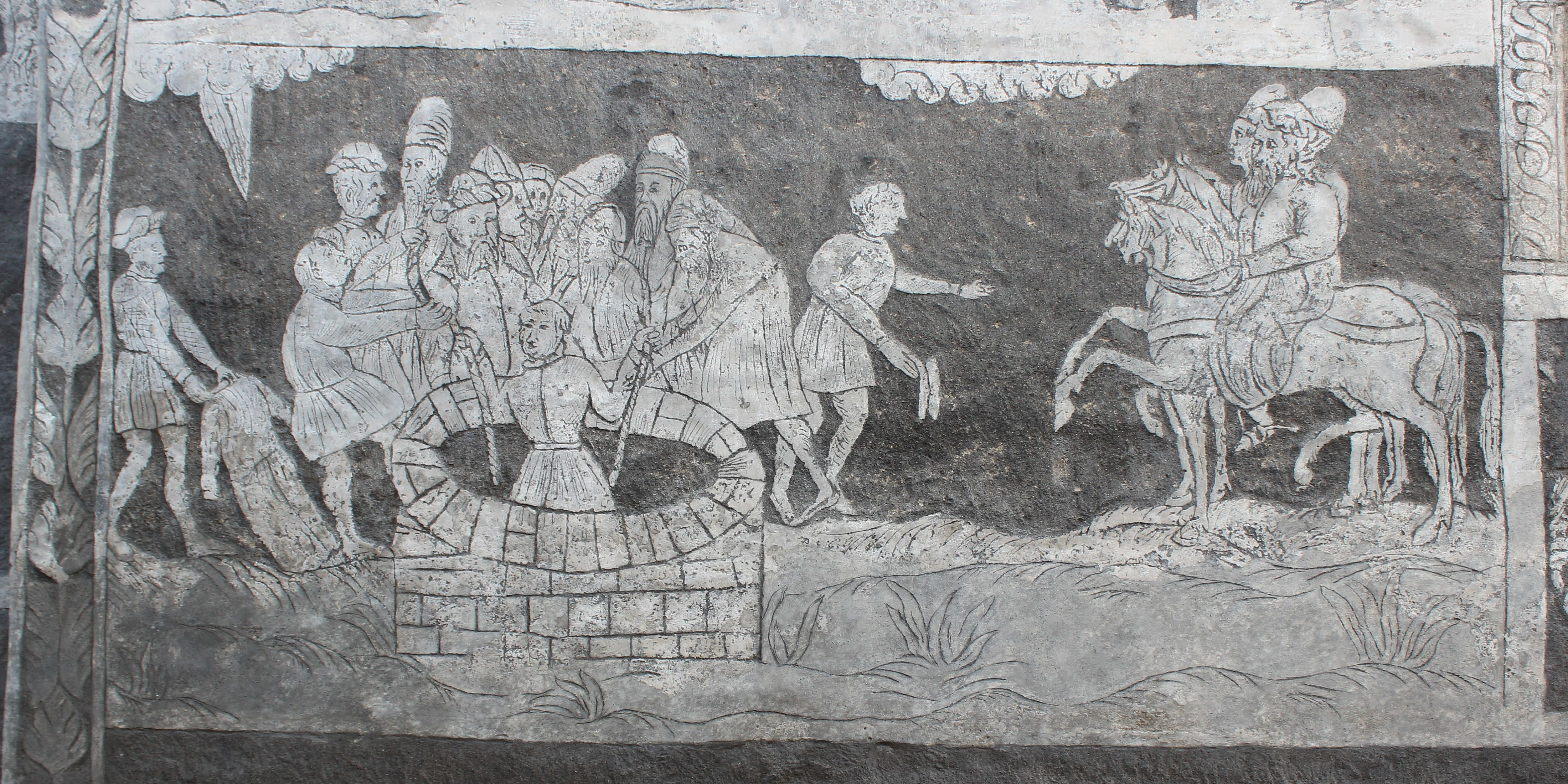
Knížecí dům, "Vytažení Josefa (Egyptského) ze studny s prodání do otroctví“
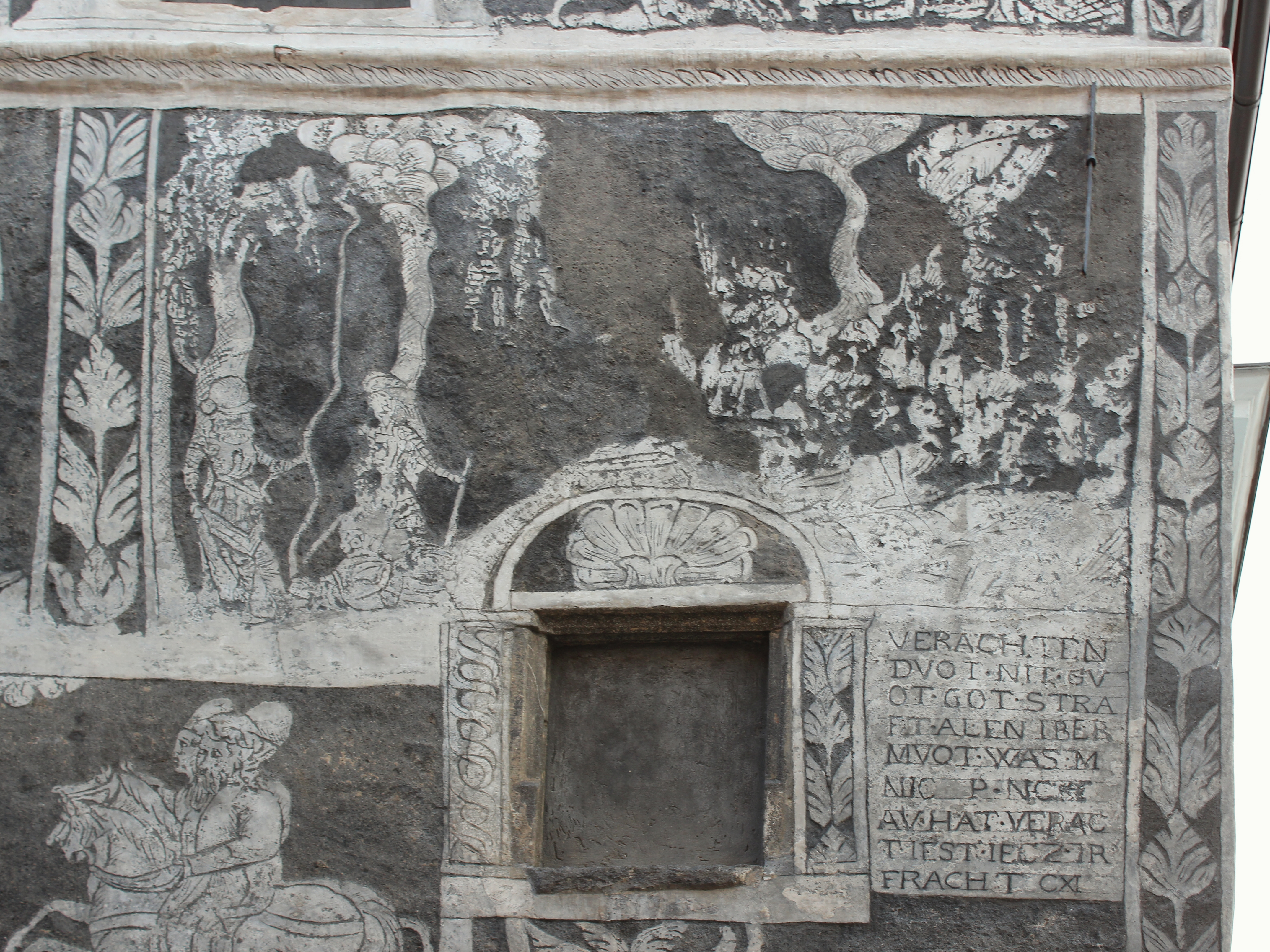
Knížecí dům, "Josue a pět králů"
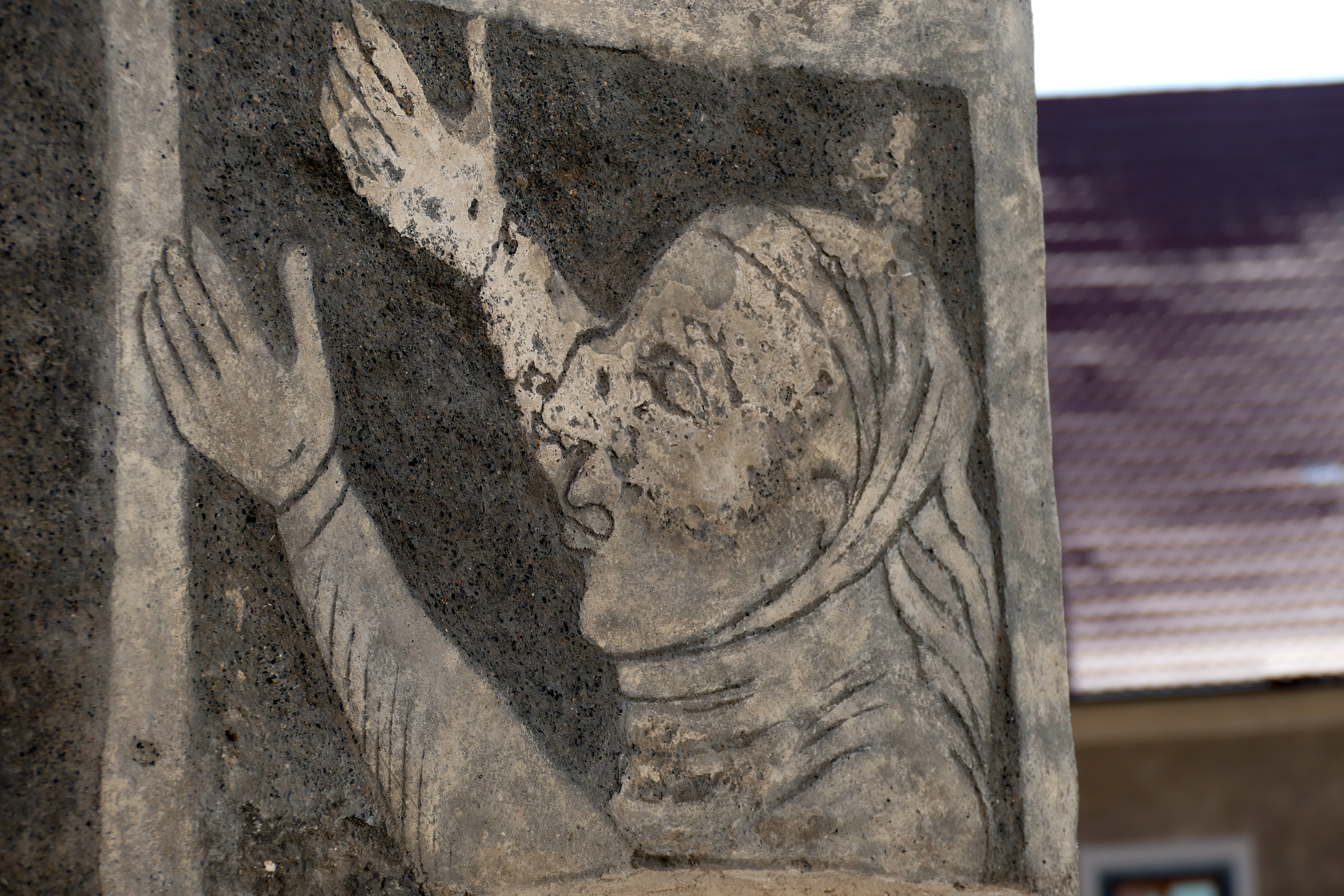
Knížecí dům, západní strana fasády, postava blázna
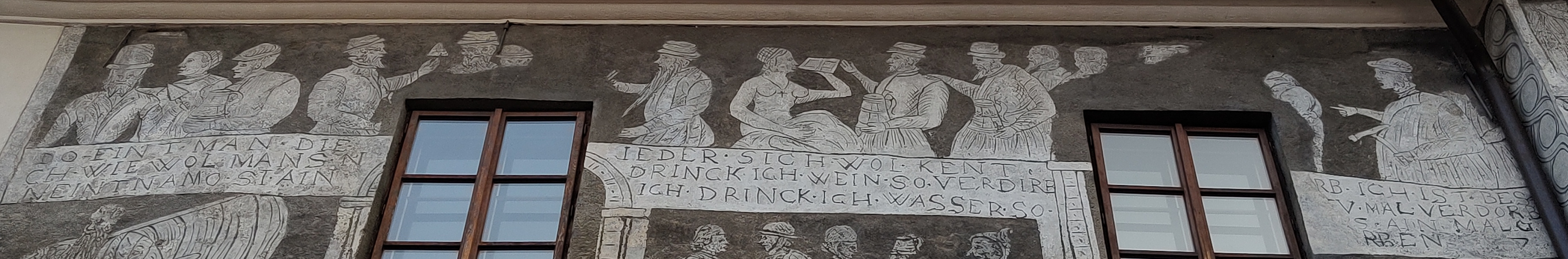
Knížecí dům, Pijácká scéna
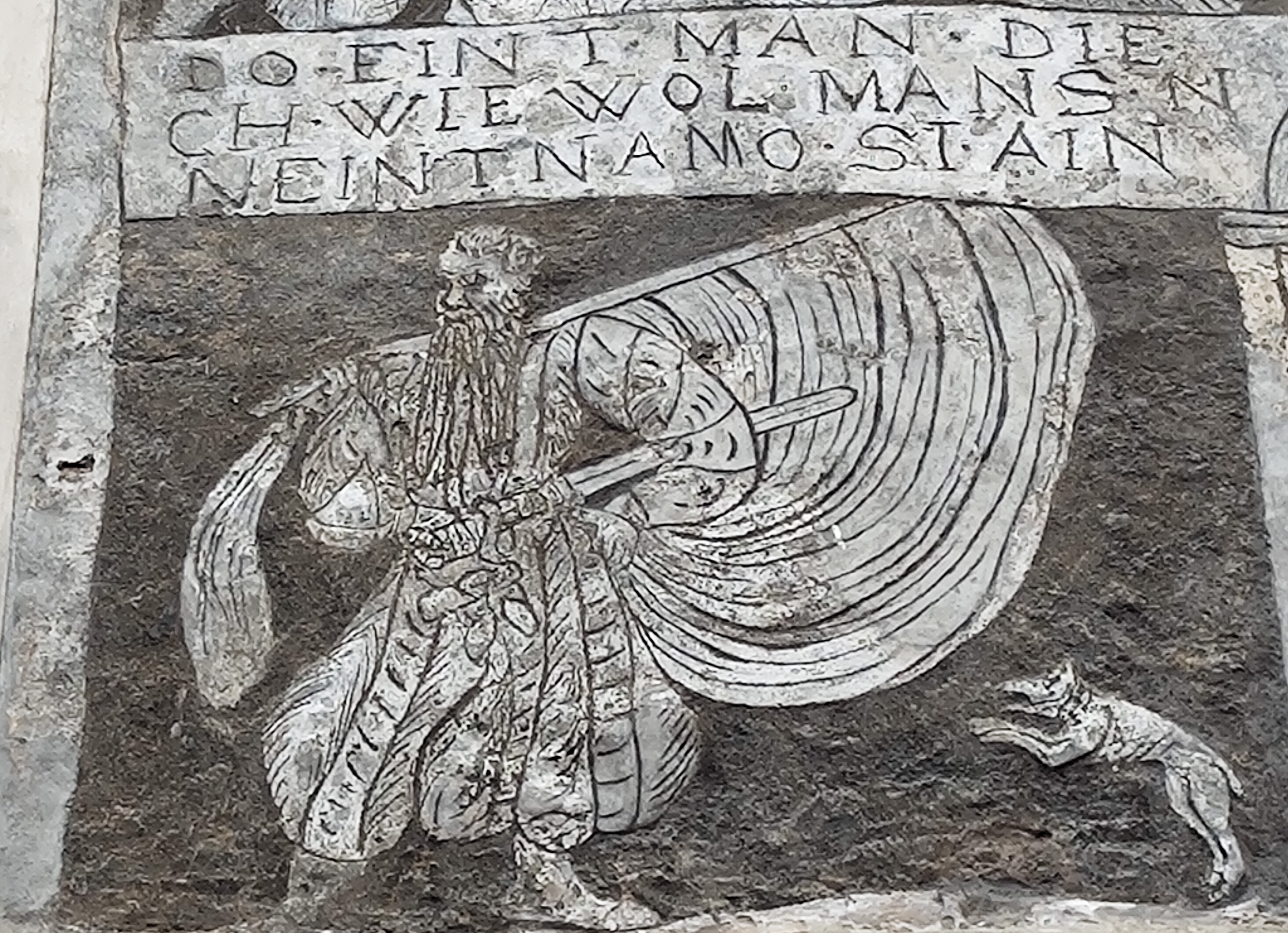
Knížecí dům, Lancknecht
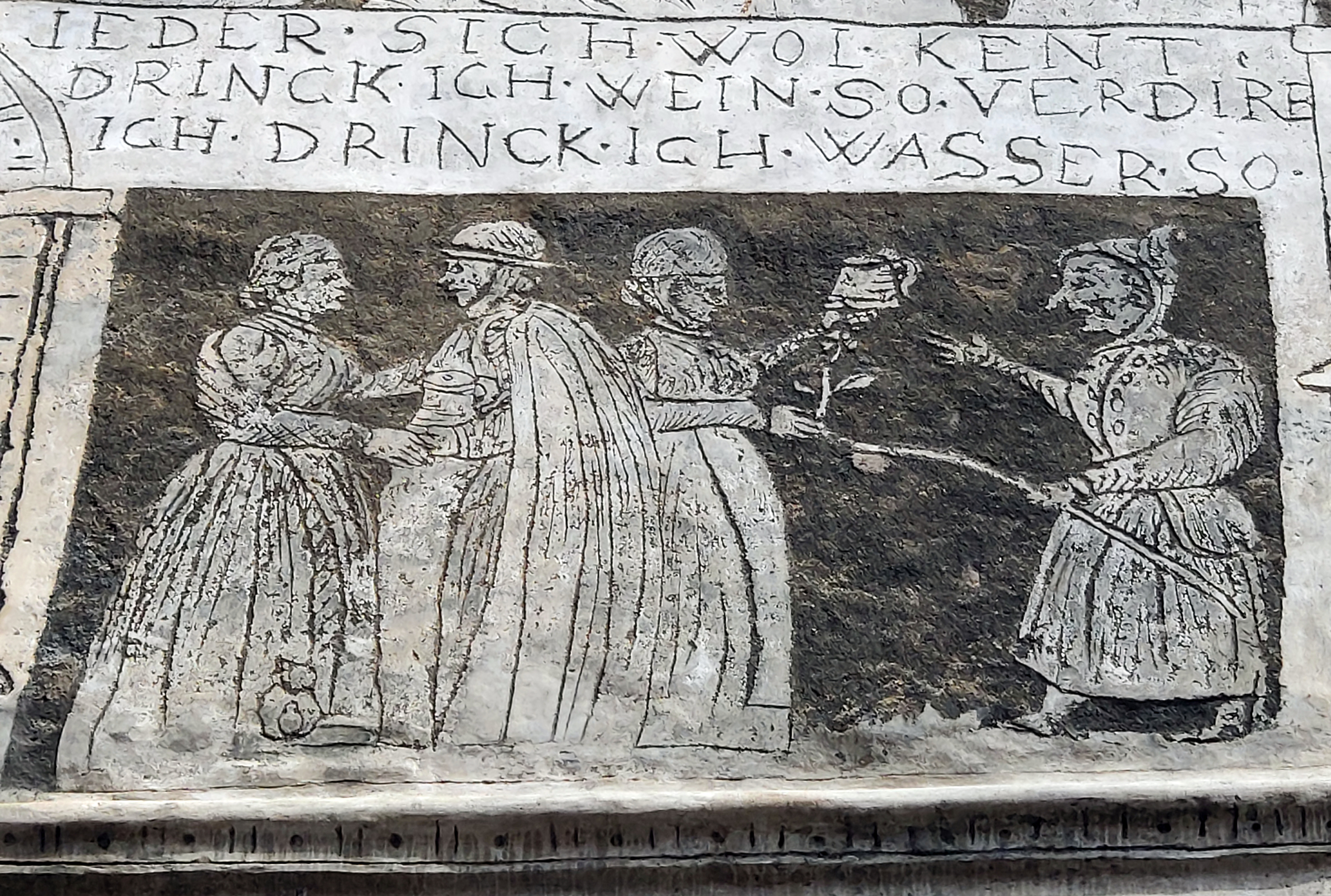
Knížecí dům, Ženy s korbelem a šaškem (ženy a smilstvo)
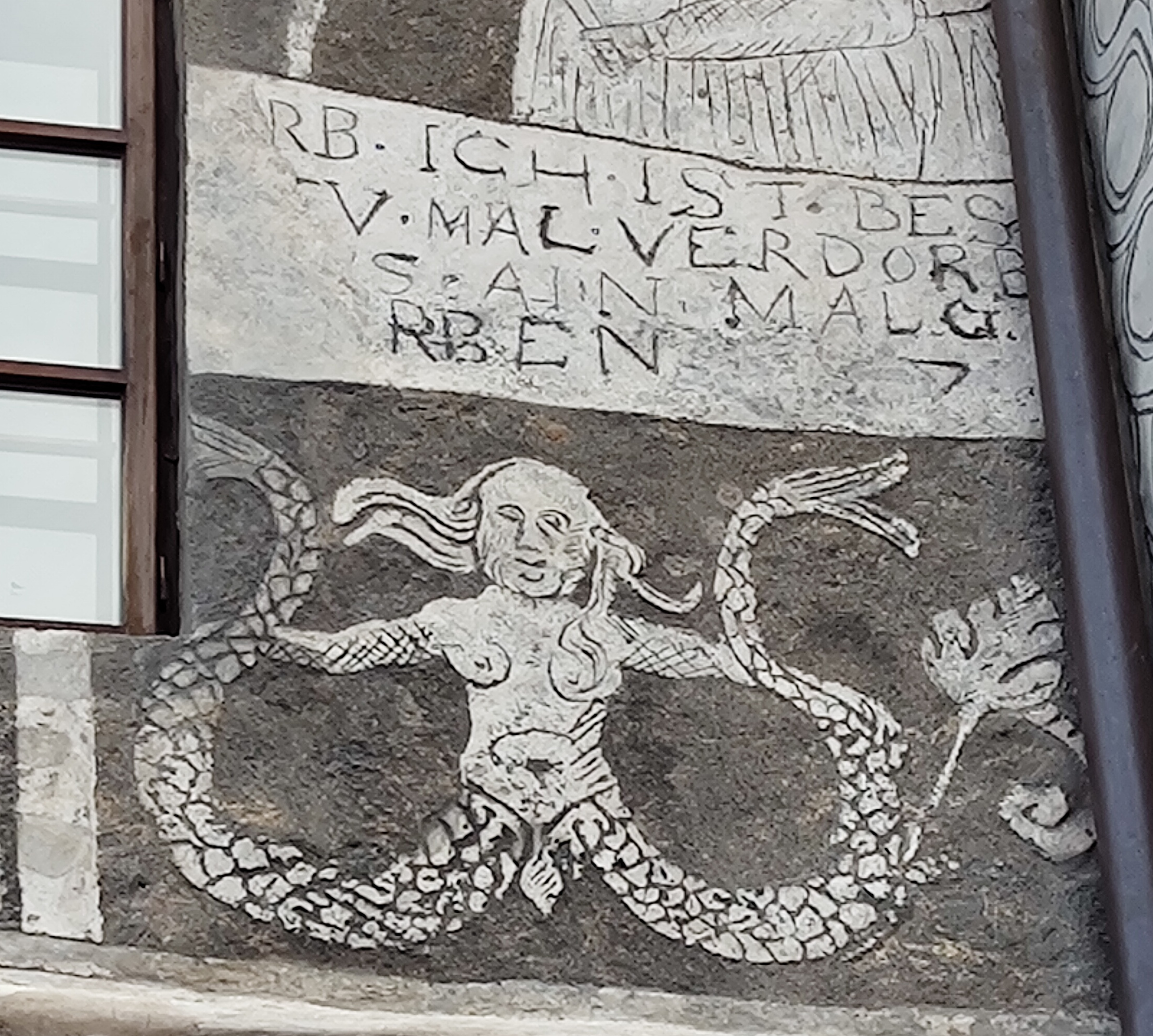
Knížecí dům, Meluzína
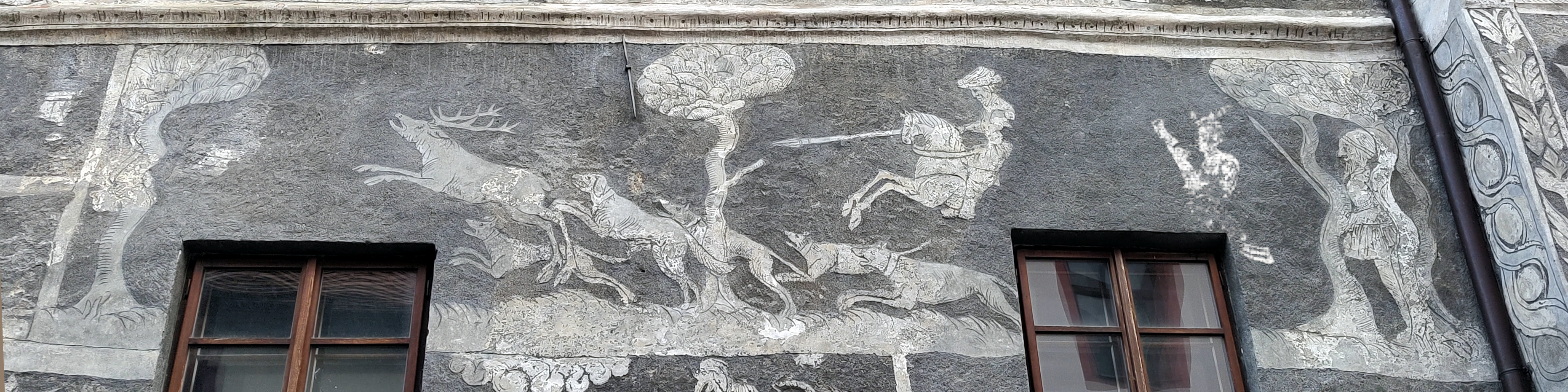
Knížecí dům, Lovecká scéna
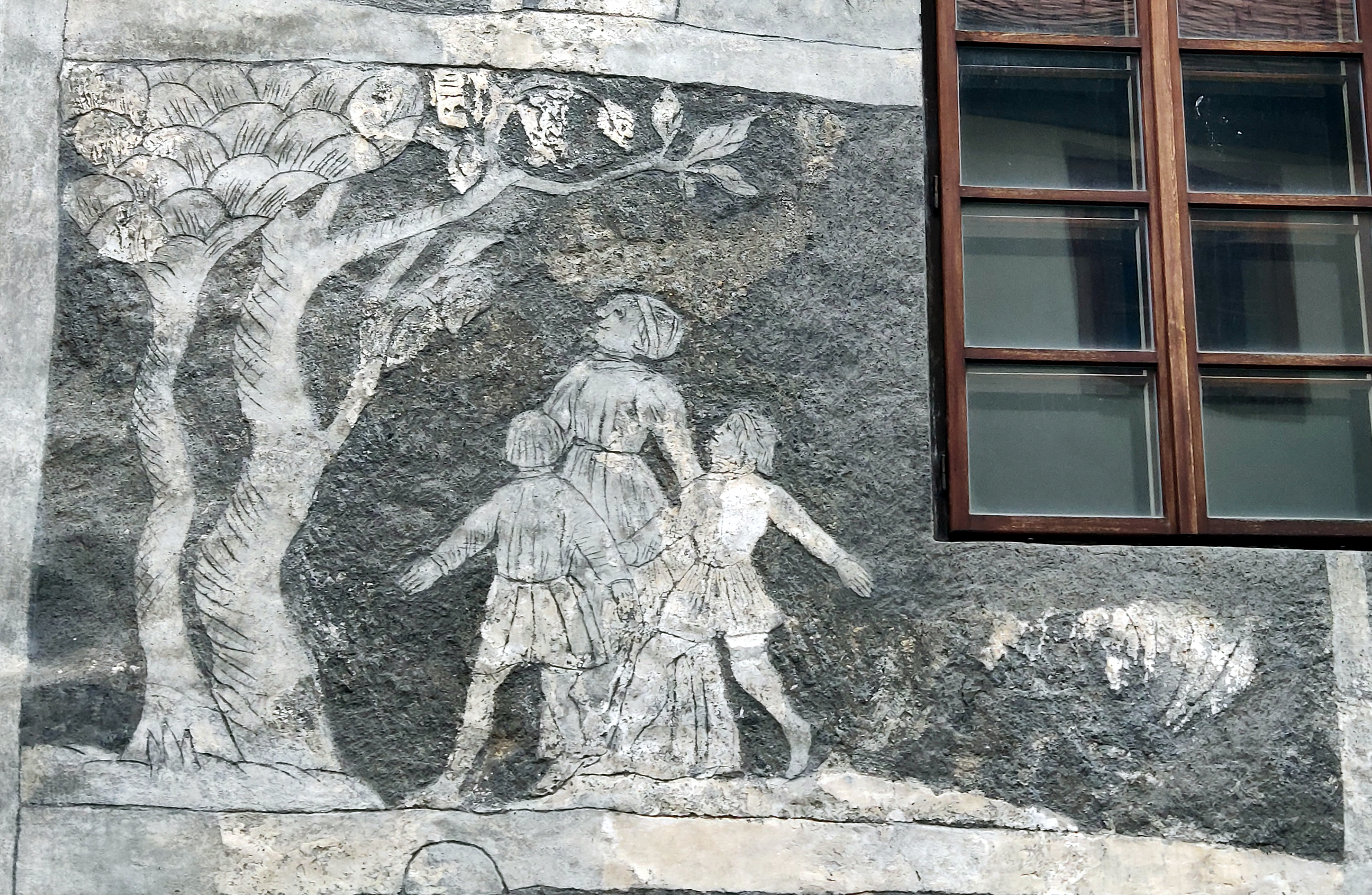
Knížecí dům, Hra dětí kolem slepé báby (Strom poznání)
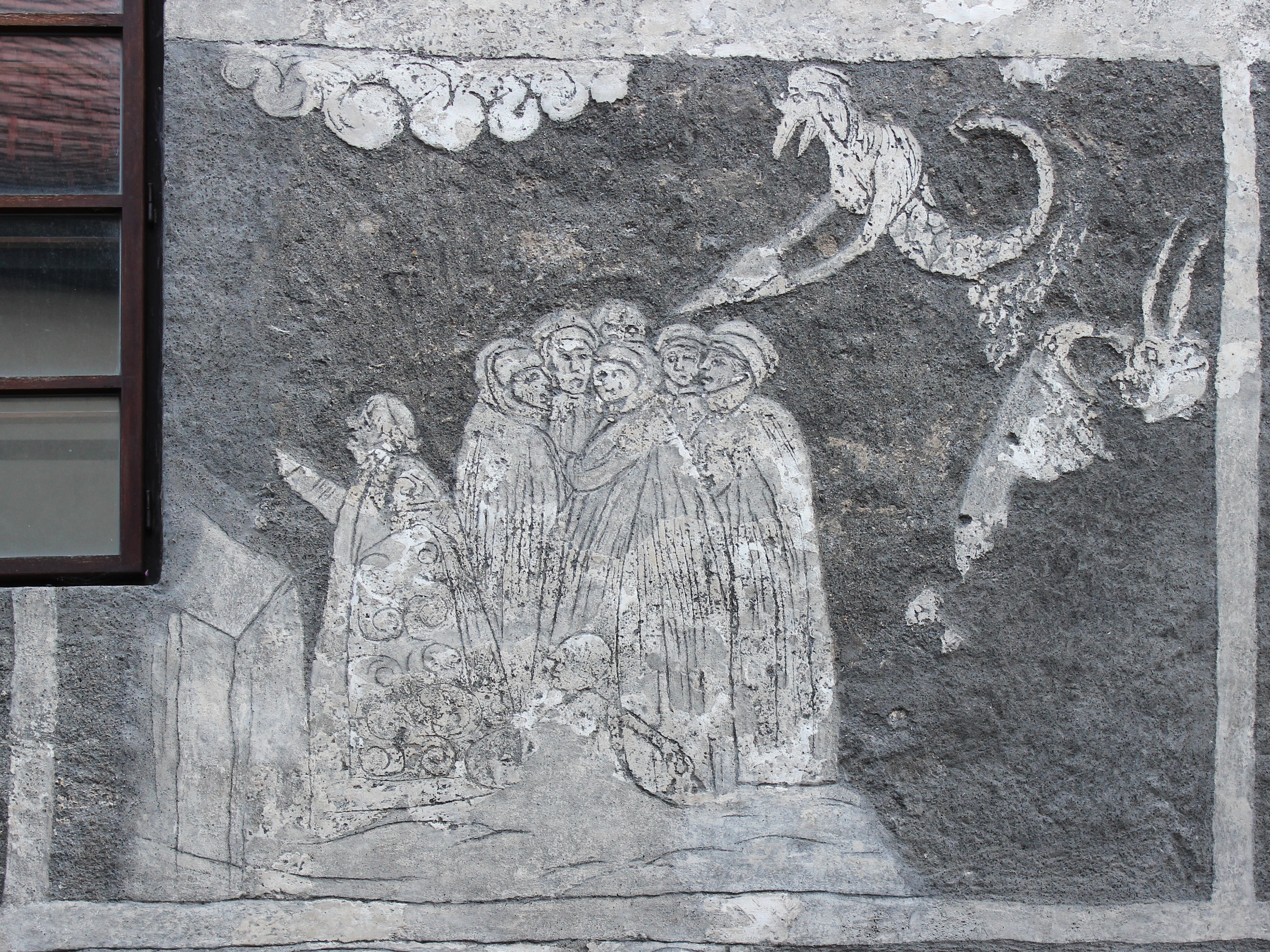
Knížecí dům, „Ďábel a klevetné ženy“
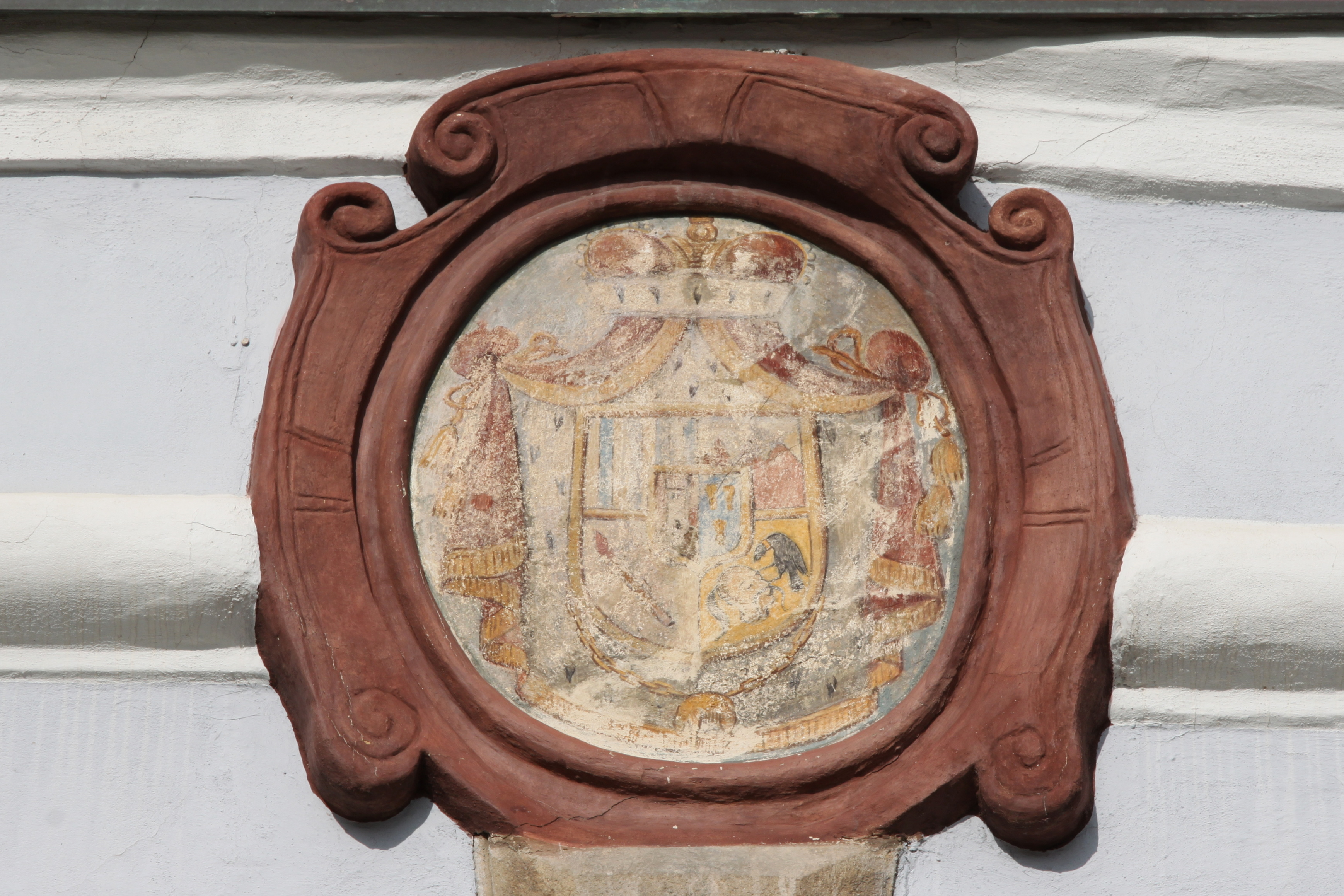
Knížecí dům, detail Schwarzenberského erbu nad vstupním portálem